# Білий Камінь (Золочівський район)
Бі́лий Камі́нь — село в Україні, яке розташоване в Золочівському районі, Львівської області, на правому березі річки Західний Буг, за 13 км на північний захід від райцентру, при шляху Золочів — Олесько.
Така сама відстань і до колишнього райцентру Олесько, що проходить автошляхом місцевого значення. До найближчої залізничної станції Ожидів, на залізничній лінії Львів — Броди, відстань становить 8 км. Давніше — містечко.
Село було центром Білокамінської сільської ради, якій підпорядковані села Бужок, Черемошня, Гавареччина, Розваж, Підлисся. Населення становить 776 осіб.

## Населення
Згідно з «Шематизмом» 1900 року, у селі мешкало 3726 осіб, із яких греко-католиків (українців) налічувалося 1516 осіб, римокатоликів (поляків) — 499 осіб, євреїв — 1709 осіб.
У 1940-х роках чисельність населення Білого Каменя скоротилася більше ніж у два рази. Цьому «посприяла» політика окупантів (німецьких та радянських): масові розстріли мирних мешканців різного походження й професій під час другої світової війни; масові арешти, депортації селян після другого приходу радянської влади. У 1943 році кількість мешканців становила 1666 осіб, і ця цифра неспинно падала.
До 1968 року кількість мешканців знову скоротилося до 1060 осіб. Тенденція скорочення чисельності населення Білого Каменя тривала й надалі. Причин було багато: відсутність або низька оплата роботи в селі, відсутність перспектив зростання для молодих спеціалістів, — тому молодь виїжджала зі села до міста. Після розпаду СРСР, масово почали закриватися підприємства, розпадатися колгоспи тощо й відтоді українці, аби хоч якось вижити, почали шукати «щастя» за кордоном. На 1992—2000 роки припала найчисельніша вимушена трудова еміграція працездатних місцевих селян за кордон. Така доля не оминула й мешканців Білого Каменя. Судячи з даних перепису, наведених нижче, чисельність населення села за 33 роки скоротилася на 284 особи, тобто на 27 %.
За даними всеукраїнського перепису населення 2001 року в селі мешкало лише 776 осіб:
| українська | 760 | 97,94 |
| російська  | 15  | 1,93  |
| інші       | 1   | 0,13  |

Мовні особливості
У селі побутує один з різновидів наддністрянського говору. У Наддністрянський реґіональний словник Гаврила Шила внесені такі слова, вживані у Білому Камені:
- бабуля — сорт великої білої квасолі;
- біль — білий гриб;
- підвусичник — підосичник;
- підгрибок — гриб, подібний до білого;
- пужак — держак батога;
- синяк — гриб, який починає синіти, якщо його надрізати або розлупити.

## Географія
Село розташоване на рівнині, оточеній з північного сходу і сходу пагорбами Вороняків: Підлиською горою, що має висоту 372 м, Святою Горою з максимальною висотою 365 м. Близько до південного сходу розташована Жулицька гора заввишки 360 м. Далі за нею на схід є гори Висока і Сторожиха. Ці гори є пам'ятками природи місцевого значення — Жулицька гора, гора Сторожиха, гора Висока.

### Клімат
Клімат помірно-континентальний. Найхолодніше в січні, найтепліше в липні. Середня температура повітря взимку −3º С, влітку +19º С; мінімальна температура повітря опускається не нижче −27º С, а максимальна не перевищує +32º С. Вітри західні, південно-західні, що приносять взимку тепло, а відтак є причиною частих відлиг. Морозну погоду формують східні вітри. Середньорічна кількість опадів становить 650 мм. Найчастіше посухи трапляються в травні, найбільше опадів випадає у вигляді дощів у липні. Висота снігового покриву 15—20 см. Перший сніг випадає, зазвичай, у листопаді, й довго не лежить. Наступні випадання снігу теж не утворюють постійного снігового покриву через відлиги. Тануть сніги в березні, але ще у квітні можуть бути великі снігопади. Вони, а також їхні моментальні танення можуть завдати шкоди населенню. Через випадання дощів, мряки, туману взимку утворюється ожеледь та ожеледиця, намерзання льоду на деревах, лініях електропередач. Приморозки можуть трапитися у жовтні, а заморозки в червні. Зі стихійних явищ зимою характерні хуртовини, а влітку — буревії, град.

### Ґрунти
Ґрунти в селі чорноземні, під лісами — сірі лісові, темно-сірі опідзолені.
У «Словнику географічному Королівства Польського та інших слов'янських країн» говориться: «Ґрунт тут є дуже розмаїтий. З півдня, де долина золочівська, є масна, тяжка, урожайна земля, чорнозем тут недосліджений, важкий до обробки. В цілому ґрунт більше піщаний і кам'янистий, ніж урожайний».

### Водойми
Через село зі сходу на захід протікає річка Західний Буг — права притока Вісли, що належить до басейну Балтійського моря. Західний Буг тут протікає у своїй верхній течії. Раніше річка текла безпосередньо через село двома меандруючими рукавами. У 1960-х роках для основної течії річки було викопане штучне пряме русло, але й старі річища не осушили — вода через шлюзи в дамбі надходить і до них, утворюючи повільну течію.
Ширина річки 3—6 м, старі річища місцями завширшки до 12 м. Починаючи від Бужка річка має одне русло. Живлення водойми є сніго-дощовим та підземним. Повінь у березні внаслідок сніготанення. Паводки трапляються в липні внаслідок літніх дощів (найбільший паводок був у 1980 році), рідше — взимку внаслідок великого сніготанення і восени внаслідок затяжних осінніх дощів. На вищеописаній ділянці річки заплава відсутня, оскільки річище штучне. В краю є значні запаси підземних артезіанських вод, котрі залягають відносно неглибоко.
В Білому Камені є озеро, що живиться з підземних джерел, та ставок, що живиться річковою водою з Західного Бугу.

### Флора, фауна
Білий Камінь здавна був багатий своїми лісами. Ними вкриті гори Сторожиха, Висока, Жулицька, Свята, Підлиська (східні схили). У великому лісовому масиві розташоване село Гавареччина. Культурні молоді насадження є з півночі, сходу і півдня села. Ліси хвойні та мішані. Основними хвойними породами є сосна і смерека, листяними — бук, дуб, граб, клен, вільха, осика, береза. Підлісок формують горобина, терен, шипшина, калина, глід, вовче лико, ліщина.
З кущів поширені також малина, ожина, рідше — чорниця. Навесні в лісах розквітають анемона дібровна і жовтецева, переліска, зірочки, медунка, підсніжник, ряст, копитняк, купина пахуча, конвалія, зозулині черевички, барвінок, вероніка, веснівка, фіалка, зірочник, пшінка, чина, зубниця, квасениця, первоцвіт, суниці лісові.
На відкритих степових ділянках вищезгаданих гір збереглася лучно-степова рослинність (осока, тонконіг, тимофіївка, стоколос). Тут можна побачити горицвіт весняний, вовчі ягоди пахучі, шафран, сон великий, відкасник татарниколистий. Багато з цих рослин занесені до Червоної книги України.
Лісову фауну утворюють такі тварини: миша, полівка, бурозубка, їжак, борсук, вивірка, лисиця, сарна, вепр, дятел, синиця, яструб, одуд, сова, сойка, ворона сіра, сорока, повзик, вуж, ящірка, жаба трав'яна.
На луках присутні такі представники тваринного світу: миша, кріт, заяць-русак, тхір, ласиця мала, лисиця, лелека, волове очко, вівсянка, жайворонок, болотянка, жаба.
Рибний світ у річці та в закритих водоймах представлений такими видами риби: карась, короп, окунь, щука, в'юн, плотва, краснопірка, лин.
Тваринний світ водойм представлений такими тваринами: ондатра, видра, раки, крижень, слуква, кулик-довгоніг.
В селі знаходять собі притулок ласиця, тхір, куниця, руда вечірниця, хатня миша, сова, ластівка, шпак, горобець, галка, ворона.
Потребують охорони орел, ондатра, видра, вовк, лось, олень. Полювання дозволене лише на відкритих польових і лучних ділянках місцевості.

## Топоніми
З містечок і великих сіл Золочівщини Білий Камінь — одне з наймолодших. Назва села пов'язана із опокою. В даній місцевості опока виходить на поверхню і називається місцевими мешканцями лупокою. З білого каменю були збудовані замок, заїжджий двір та почасти костел.
Урбаноніми
Кількість елементів інфраструктури в селі — це 12 вулиць з 350 будинками.
Вулиці:
- Беднарського
- Бліхова
- Зарічна
- Зелена
- Коротка
- Крушельницької Соломії
- Кухаренка
- Лесі Українки
- Молодіжна
- Озерна
- Шашкевича Маркіяна
- Шевченка Тараса

Урочища:
- Безодня
- Бліх
- Вигін
- Гай
- Гони
- Заровисько
- Каміння
- Косата
- Ланок
- Окопи
- Окописько
- Під Дубиною
- Підланє
- Підлипина
- Посіч
- Цегольня
- Шну́ри

## Історія

### Перші згадки про поселення
В цьому краю люди жили давно. Польський історик Богдан Януш пише, що між Білим Каменем і Розважем на стоянці доби неоліту (VII—IV тис. до н. е.) професор М. Ломніцький знайшов уламки червоного граніту між розламаними кварцитовими пісковиками і крем'яними відщепами. Біля сусіднього села Почапи археологами знайдені рештки стоянки доби пізнього палеоліту (35 000—10 000 років до н. е.). Між Почапами та Хильчицями у 1931 році археологи відкрили могильник бронзової доби (ІІ тис. до н. е.) та селище часів Княжої доби (XI—XIII століть).
Перша письмова згадка про Білий Камінь датується 1493 роком на основі літописного джерела. Саме цю дату подає у своїй книзі «Powiat złoczowski» (1927) К. Жміґродзький.
За переказом, село колись стояло під Жулицькою горою, з північного її боку. Це урочище й дотепер називають Камінням. На Жулицькій горі ще на початку XX століття були виявлені сліди стародавньої будівлі невідомого призначення, найімовірніше часів Княжої доби. Пізніше селяни перейшли в долину Бугу.
За іншою версією, перша згадка про Білий Камінь датується 1595 роком. Саме тоді Ізраель Злочівський взяв в оренду стави у Білому Камені, Сасові, Гологорах та Золочеві. Однак згадка в цьому повідомленні про Білий Камінь і Сасів викликає серйозні сумніви, оскільки достеменно відомо, що місто під назвою Сасів було засновано лише 1615 року. До того часу цей населений пункт називався селом Комарів і навіть після заснування міста попередня назва вживалася ще тривалий час.
Деякі дослідники і краєзнавці вважають, що Білий Камінь також був заснований після 1600 року. Його фундатором  став київський каштелян князь Юрій Вишневецький, який у 1611 році збудував розкішний замок з білого каменю. Замок постав на західній околиці села Черемошня і дав назву новому поселенню.
Якщо у XV—XVI століттях транзитними пунктами на шляху із Золочева, Гологорів і Глинян до Олеська згадувалися Черемошня та Бужок, то у XVII столітті ці дороги «осідлав» Білий Камінь. Відомий мандрівник Еріх Лясота у 1594 році на шляху з Глинян до Олеська згадував лише Бужок — село пана Белзецького, що розкинулося біля підніжжя гір на річці Буг. Натомість Ульріх фон Вердум, мандруючи тією ж ділянкою шляху, у 1671 році вже відзначав на річці Буг не село Бужок, а мале місто Білий Камінь — власність княгині з Замостя (Гризельди Вишевецької), паніматки короля (Міхала Вишневецького).

### Часи Ягеллонів і Речі Посполитої (1500—1772)
Білий Камінь виник на перетині шляхів Львів — Буськ — Золочів — Зборів та Олесько — Золочів — Поморяни. Північно-західна брама Золочева називалася Білокам'янецькою, біля якої мешкала вся золочівська аристократія. Тут же проходив так званий Волоський шлях із заходу на схід, а також до Литви та Прикарпаття.
Але татари проклали два своїх шляхи, що призводило до руйнування міст і сіл Галичини. Найспустошливішими були напади татар на Золочівщину у 1512, 1514, 1515, 1519, 1524, 1532 роках, зокрема у 1515 році Білий Камінь було спустошено та спалено дотла. Не припинялися татарські напади і в другій половині XVI століття (1549, 1551, 1563, 1575, 1589 роках).
Від того часу, коли у Білому Камені князі Вишневецькі збудували замок, татарські орди вже рідше навідувалися сюди. Все ж простолюддя й далі страждало, адже коли кочовики не змогли заволодіти замком, то всю свою лють зганяли на місцевих жителях, які не отримали прихисток за замковими мурами.
Відомо, що в XVII столітті у Білому Камені вже були гончарі, яких княгиня Тереза Вишневецька виселила в ліси, північніше від замку. Згодом гончарське поселення стало передмістям Білого Каменю з назвою Гаваречизна. Відтоді в самому містечку не було жодного гончара.
У 1614 році Білий Камінь, як самостійне поселення із замком та костелом, назавжди відмежовується від двох більших сіл — Ушня та Черемошня.
У 1617 році королевич Владислав, йдучи зі своїм військом на Московію, зупинявся у Білому Камені.
У 1627 році Білий Камінь згадується як місто у грамоті власника Золочева Якова Собеського. За іншими даними, Білий Камінь отримав міське право лише 1630 року.
У 1632 році Білий Камінь одержав привілеї від белзького воєводи Костянтина Вишневецького. Міщанам дозволялося пасти худобу на вільних пасовищах, користуватися луками сіл Черемошня та Жуличі. За згодою пана вони могли займатися виробництвом дьогтю, смоли та восковарінням. Всі могли варити пиво, горілку, мати свою броварню. Можна було тримати пасіку, від котрої один вулик з десяти мав іти до двору. Заборонялося торгувати і шинкувати тим міщанам, які не мали власних будинків. Лани, якими користувалися мешканці віддавна, й надалі залишалися в їхньому користуванні. На охорону замку цехи сплачували податок.
Під час Хмельниччини в містечку влітку 1649 року перед Зборівською битвою перебував король Польщі Ян II Казимир, який тут призначив нового маріонеткового гетьмана реєстрових козаків.

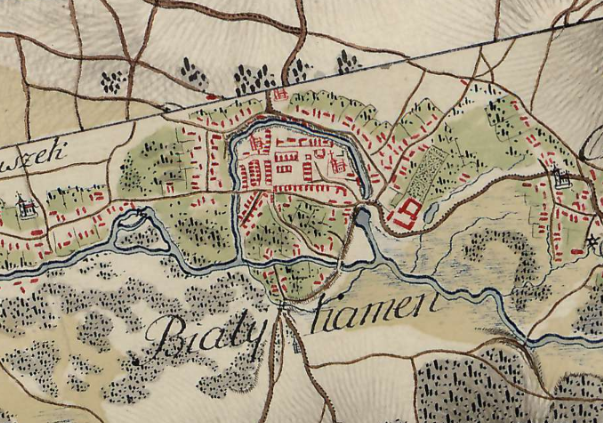
Білий Камінь на мапі XVIII століття. Видно оборонні рови навколо міста (нині частково збереглись) і замок з садом.

У 1649 році кримсько-татарське військо Ісляма III Ґерая, союзника Богдана Хмельницького, знищили містечко, а особливо його передмістя. На що відреагували міщани та 31 травня 1649 року склали заяву, у якій йшлося про неможливість сплати ними податку. Велику кількість місцевого населення татари взяли в ясир, а ті, хто залишився, вимерли від моровиці. Білий Камінь, як і інші міста, був звільнений від податку постановами коронаційного сойму та реляційного соймика. Ближні села: Розваж, Бужок, Белзець, Черемошня не були спустошені та повинні були сплачувати набагато менший податок, але теж ухилялися від сплати. У 1650 році містечко залишалося ще в руїнах, але вже мало сплатити податок розміром 125 злотих.
20 липня 1651 року, після перемоги в битві під Берестечком через Білий Камінь проїздив польський король Ян II Казимир з обозом, добираючись до Львова.
1682 року Білому Каменю надано магдебурзьке право. Водночас міщани виконували покладені на них повинності. Кожен міщанин з християн сплачував податок з земельних наділів та городу до двору. Міщани утримували власним коштом замкову сторожу. Кожен міщанин в жнива зобов'язаний був нажати 4 копи (240 снопів) збіжжя на замкових ланах, а якщо не хотів цього робити, то повинен був сплатити за кожну невижату копу по півтора крейцери. Кожен міщанин повинен був щорічно відвезти до двору віз дров, а якщо не хотів цього робити, то повинен був сплатити за кожного невідвезеного воза по півтора крейцери. Кожен міщанин повинен був щорічно дати до двору одну курку. Хто тримав пасіку, то кожний десятий вулик з неї мав надходити до двору, а якщо не хотів давати, то мав сплатити по три крейцери за кожний вулик, що не надійшов до двору. Крім цього міщани повинні були брати участь у шарварку. Від данин та грошових податків звільнялися бурмістр, райці, прислуга костьольна та церковна. Мельник один раз на тиждень працював на двірські потреби, податків жодних не сплачуючи.
1/4 мірки з млина йшла на двір. Кожен єврей, що осів у місті, сплачував грошовий податок та натуральну данину. Євреї, які варили горілку, платили з кожної корцевої кадки (96 л.) 15 крейцерів. Пиво повинні були закупляти у двірській броварні. За сичення меду теж платилося данину в натурі або 12 крейцерів до двору. Верхівка єврейської громади від данин та оплат була звільнена. Євреї замість возіння дров платили по півтора крейцери за кожного воза. Гончарі на Гавареччині платили з земельних наділів, де мали забудови, по 9 крейцерів. Привілеї та повинності міщан підтверджені в 1682, 1700, 1714, 1752, 1765, 1796, 1805 роках. Власне за документами останнього року подаються вищеперелічені тарифи.
У 1699 році через спустошливий напад татар Білий Камінь був звільнений від сплати податків на 6 років. З кінцем XVII століття татарські напади припинилися остаточно. Білий Камінь почав підійматися з руїн: було відбудовано костел, який набув вигляду, наближеного до сучасного. Натомість замок, переставши виконувати оборонну функцію, занепадає. Вже не татари, а місцеві недбалі господарі та час робили свою справу. Власниками містечка були Кароль Станіслав Радзивілл на прізвисько «Пане Коханку», його розпусна дружина Тереза Кароліна з Жевуських.
У XVIII столітті зростає роль ряду торговельних містечок та їхніх околиць. Містечка Соколівка та Сасів лежали тоді при великих тодішніх шляхах торгового та військового значення — Львівському тракті та Королівському шляху, Білий Камінь містився посередині між ними. У інвентарному описі за 1764—1765 роки вказувалося, що в Білому Камені на той час вже була чисельна юдейська громада.
Білий Камінь, як будь-яке місто, мав свій герб. Архіваріус Львівського архіву Франц Ксаверій Ковалишин описував його так: «На червоному щиті святий Юрій, озброєний, у шоломі з пір'ям на голові, сидить на білому коні, проколюючи списом дракона».

### Габсбурзька Монархія (1772—1918)

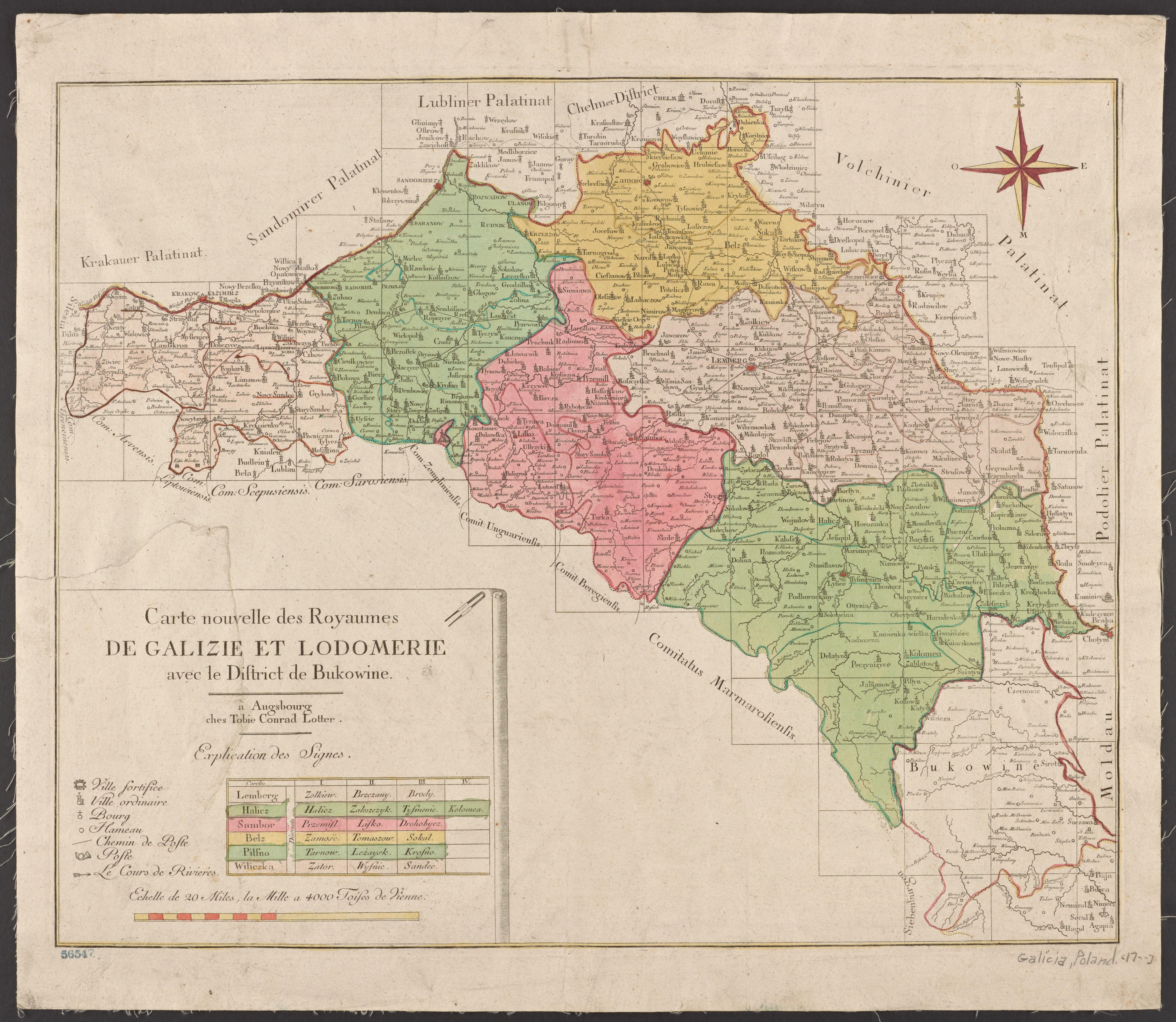
Адміністративний поділ Королівства Галичини та Володимирії у 1777—1782 роках.

Перші достовірні дані про населення Білого Каменя датують 18 жовтня 1785 року. Станом на цей день, у містечку налічувалося 259 садиб, де мешкало 1493 осіб, з них: християн — 935 осіб, юдеїв — 558 осіб. Для порівняння з тогочасним Золочевом (нині райцентр), то станом на 1782 рік там було 269 садиб, тобто всього на десять більше. Отже, за тогочасними мірками Білий Камінь був не таким вже й малим містечком.
Управління містечком здійснював магістрат, що відав адміністративними, господарськими, фінансовими, поліційними та судовими справами. Магістрат очолював війт, його помічниками були бурмістри, а також до його складу входили райці (радники) та лавники (засідателі). Відомо, що в першій чверті XIX століття бурмістрами були Ваврик Кіндзельський, Ян Башлядинський, Семко Конашевич, Юзеф Зельманович, війтами — Матвій Базарніцький, Яцко Батюкевич, а райцями — Іван Кмита, Ведько Зельманович.
На початку XIX століття констатувалося, що замок, загальною площею 500 м², з тесаного каменю, з присутніми віконними рамами і підвіконнями, з підвалами, але двері, підлоги, стелі, дах, дерев'яні балки відсутні і придатний замок лише до розібрання.
У 1820 році в містечку було вже 302 садиби, з яких 33 садиби не було заселено. З кожного заселеного двору сплачувався податок за користування земельною ділянкою.
Власними шинками володіло 23 євреї, та й усі крамниці Білого Каменю, яких на той час було три, також належали представникам кагалу. Одним з найдавніших промислів у містечку, крім, звичайно, гончарства, було млинарство, а його розвитку сприяла водяна енергія річки Буг.
У 1830 році власником білокам'янецьких дібров став львівський адвокат Йосиф Маліш. У 1830—1850 роках у Білому Камені успішно діяла фабрика бурякового цукру, цукерок та цикорію, яка була збудована з ініціативи власника маєтку Й. Маліша.
У 1870 році в Білому Камені з'явилась пошта, бо до того містечко належало до пошти в Підгірцях, а її багатолітнім завідувачем був Юзеф Рідль.
На доданій до книги «Galicya pod względem topograficzno-geograficzno-historycznym…» карті, накресленій Іполітом Слупницьким, Білий Камінь ще позначений як містечко і залишався за ним цей статус ще до першої світової війни.
Поступово рівень та тривалість життя мешканців Білого Каменю значно покращився, але містом і далі проходили страшні епідемії. Так у 1871—1872 роках з числа української громади під час епідемії холери померло 8 осіб, а вже за рік — ще 32 особи, з них 10 — діти. У 1878 році під час епідемії грипу померло 11 дітей, а від кривавої дизентерії — 5 дітей. З покращенням добробуту, медичного обслуговування та санітарних умов проживання народжуваність теж збільшилася. Так у 1903—1912 роках народжуваність вже переважала смертність, а у 1903, 1904, 1908 роках — навіть удвічі, а тривалість життя збільшилася лише після першої світової війни. У 1910 році в церкві було укладено 10 шлюбів.
Наприкінці XIX століття зростає роль тваринництва в галузевій структурі господарства. З тваринницьких галузей розвинутими були: розведення великої рогатої худоби, свинарство, конярство. У 1885 році панське господарство налічувало 70 корів, серед них була худоба шведської та голландської порід, також 21 свиню, 20 коней (арабської породи, запряжні), а місцеві мешканці мали 459 голів великої рогатої худоби, свиней — 359 голів, коней — 148 голів та овець — 24 голів. Бджільництво у той час набуло великого поширення і на території містечка налічувалося 500 вуликів. Також кожне господарство займалося птахівництвом, тобто розведенням свійської птиці.
За містом, на Шнурах, з лівого боку від дороги на цвинтар, розташовувався місцевий ринок з загоном для худоби. Саме торговці худобою із вдячності за свою працю поставили тут капличку, освячену на честь Матері Божої. Капличка витримала найгірші воєнні та атеїстичні часи, і лише в період перебудови, коли в Москві та Києві на державному рівні готувалися до святкувань 1000-ліття хрещення Русі, у Білому Камені було вчинено акт вандалізму — зруйновано придорожню каплицю. Проте незабаром, усвідомивши провину, ті, хто розвалив капличку, наново її відбудували на старому місці.
Рільництво було трипільним, на своїх полях місцеві мешканці вирощували всі відомі нам культури: пшеницю, ячмінь, жито, овес, просо, а також коноплі, льон. Сади занедбані, а ось лісове господарство розвивалося дуже добре. Ще існувало в селі хмелярство, але ним займалися лише робітники з панського маєтку.
Щодо найбагатших землевласників, то ними були переважно представники польської громади Білого Каменю, а саме Францішек Полівода, Міхал Федорський, останній мав 28,8 га землі. Також були заможні люди і серед української громади, а саме Антон Кузьма, котрий мав 40,32 га землі. В усіх випадках для обробки цих земель використовувалася наймана робоча сила (наймити).
Серед промислів мали місце: виробництво вапна, ґуральництво, гончарство (на Гавареччині), чинбарство, чоботарство. Найбільше славилися своїми виробами білокам'янецькі чоботарі, оскільки вони виготовляли сільське взуття та розвозили його по навколишніх ярмарках.
У 1885 році в містечку було 9 чоботарів, 11 різників, 7 гончарів, 6 ковалів, 2 кравці, 3 столяри, 2 стельмахи, слюсар та кушнір. Серед рільників також були багато умільців, які вміли робити будь-які речі, але лише для власних потреб, тому їхня неосновна праця не оподатковувалася.
На початку 1880-х роках у Білому Камені був збудований американський водяний млин.
Торгівлею займалися переважно євреї. У 1885 року нараховувалося 20 крамниць. Крім того була поширена торгівля шкірами, сіллю, борошном, худобою та деревиною. Кожної другої середи в Білому Камені на ринку проводився ярмарок.
Юдейське населення до першої світової війни невпинно зростало. Якщо у 1785 році в містечку юдеїв мешкало всього 558 осіб, то за століття — 1901 особа, а на початку XX століття їх було вже близько 2000. Юдеї мали свій цвинтар, котрий у давні часи розташовувався в межах містечка, а новий цвинтар був за його межами, навпроти християнського. Цей цвинтар був знищений радянською владою у 1940-х роках і тепер на його місці звичайне поле.
В містечку 1884 році було засноване товариство взаємної позики, яким керували представники єврейської громади Білого Каменя. Євреї позичали іновірцям кошти під непомірні відсотки, через які міщани потрапляли до боргової кабали. Вже за порівняно короткий час євреї зайняли практично весь центр містечка. Тут вони утримували дві свої божниці, а рабин та його помічник були звільнені від сплати податків. Наприкінці XIX — початку XX століть євреї мали свою школу, фундатором якої був барон Гірш, а вчителювали в ній Самуель Епштейн, Ісаак Ратнер та Якуб Роттер.
Польське населення зростало повільно, але впевнено. У 1830—1870 роках його чисельність становила близько 400 осіб, а вже за наступне десятиліття, починаючи з 1870 року, зросла до 420 осіб, за 1880-ті роки — до 496 осіб, а за 1890-ті роки — до 600 осіб. Перед початком першої світової війни чисельність польської громади становила 660 осіб.
Як і українська, так і польська громада мала власну позичкову касу з капіталом у 2552 ринських 10 крейцерів та комору для збіжжя.
1904 року у Білому Камені, за ініціативою місцевих мешканців — Стефана Качали, Стефана Базарницького, Луки Макаровського, Миколая Комарянського, Михаїла Кіндзельського та Антонія Кузьми, створено місцевий осередок українського спортивно-руханкового та протипожежного товариства «Сокіл». І лише наступного 1905 року на загальних зборах товариства було офіційно проголошено про створення осередку «Сокола» у Білому Камені. Тоді ж була обрана старшина, до складу якої увійшли: Кирило Кузьма — голова; Миколай Комарянський — начальник стягу (корпусу), котрий керував роботами з гасіння пожежі на місці та Ігнатій Конашевич — містоначальник. Членами старшини стали Ігнатій Свідерський, Іван Стільник, Павло Базарницький, заступниками — Стефан Базарницький та Йосиф Коринкевич.
У 1909 році головою товариства був Осип Кіжик, містоначальником — Володимир Дзікевич, а діловодом — Осип Конашевич. Наступного року Осип Кіжик був призваний до австрійського війська і начальником знов став Миколай Комарянський, котрий до того був ревізором білокамінського «Сокола», натомість, місце Комарянського зайняв Володимир Свідерський. До початку першої світової війни білокамінський осередок «Сокола» очолювали Миколай Ахримович (1911—1912), Осип Конашевич (1912—1913), Григорій Лех (1913—1914). Щорічно на рівні округу проводилися сокільські здвиги. Так, 11 серпня 1911 року на церковному подвір'ї відбувся окружний здвиг соколів. Також у цей самий час вирішено будувати будинок для потреб товариства. Але світова війна перекреслила усі плани
У 1913 році в Білому Камені на пошті з'являється телеграф, а від 1914 року поштово-телеграфною конторою завідує Казимира Бастген.
За часів Австро-Угорщини в Білому Камені мешкали не лише українці, поляки та юдеї, але й представники інших національностей, наприклад, німці, які мали в містечку свою чисельну колонію, серед яких були чисто німецькі родини з прізвищами Шнайдер, Бастген, Вайгерт, Айзенбарт та інші. Всі мешканці жили дружньо та в порозумінні. Не було жодної політичної конфронтації ані релігійної ворожнечі.
Щодо типу хат міщан. Хати довоєнної побудови були переважно трикамерними, тобто мали дві кімнати — світлицю і кухню, а також комору. Будинки були вкриті переважно соломою, оскільки люди жили бідно, а ось курних хат, як писали радянські історики, вже давно не було.

### Три криваві війни (1914—1921): Перша Світова, польсько-українська, польсько-радянська
1 серпня 1914 року розпочалася перша світова війна. Розпочалася масова мобілізація військовозобов'язаних. Оскільки для Австро-Угорської імперії очікувана мобілізація не принесла бажаних результатів, то було вирішено створювати військові підрозділи за національною ознакою, тобто з представників народів, народностей, які проживали у межах тодішньої Австро-Угорської імперії. Так було надано дозвіл австрійського уряду на створення загонів легіону українських січових стрільців. Охочих було багато, але ті, що не увійшли до складу Українського Легіону, прилучилися до регулярної австрійської армії.
Галичина стала ареною найбільших, найкривавіших битв арміями між двох імперій — Австро-Угорщини та Росії. Галицька битва у серпні-вересні 1914 року закінчилася поразкою австрійської армії. Ця невдача для військових та цивільних українців мала страшні наслідки. Відступаючі австрійці, за намовлянням поляків, звинуватили українців у швидкому просуванні російської армії у західному фронті, які нібито симпатизували Росії. Було заарештовано не лише москвофілів, але й усіх політично неблагонадійних. До концтабору військовополонених «Талергоф», неподалік австрійського Ґрацу, попали також Данило Митулинський, Іван Лабунський, Володимир Сапелюк, Павло Климовський, Осип Юркевич з Білого Каменя, Юстин Булка з Черемошні та Степан Граничка з Підлисся.
Російська окупація нашого краю тривала з вересня 1914 року до квітня—травня 1915 року. Село зазнало сильних руйнувань, багато хат погоріло. Припинили свою діяльність «Просвіта», «Сокіл», «Сільський господар». У 1914 році російські окупанти спалили церковну стодолу, комору для зберігання збіжжя, будинок, званий «Вікарівка». При відступі з села, у 1915 році, вони також забрали три церковних дзвони, а 1916 року два дзвони, що залишилися, забрали австрійці.
У жовтні — листопаді 1918 року Австро-Угорщина розпалася остаточно. Українська Національна Рада силами Українських січових стрільців, у ніч з 31 жовтня на 1 листопада 1918 року, захопила владу у Львові. У результаті утворилася Західноукраїнська Народна Республіка. 21 листопада 1918 року, внаслідок кровопролитних боїв, польські війська захопили Львів. Уряд ЗУНР переїхав до Тернополя, а від початку 1919 року Українська Національна Рада та уряд ЗУНР евакуювався через Золочів до Станиславова.
Згодом Польща розпочала польсько-українську війну, з метою захоплення Галичини, оскільки не була згідна на появу на її колишніх теренах молодої незалежної української держави. Поляки розпочали цю війну за підтримки військ Антанти та перемогли у ній, відкинувши армію за Збруч. За рішеннями Паризької мирної конференції 1920 року на засадах автономії Східну Галичину було віддано Польщі. Протягом 1919—1923 років українське населення Галичини не визнавало влади поляків над собою. Польсько-українська війна не позначилася на взаєминах українців та поляків Білого Каменя, оскільки вплив останніх у селі був надто великим.
Фронти польсько-радянської війни проходили через Білий Камінь. У серпні 1920 році Перша кінна армія під командуванням Семена Будьонного пройшли через всю Галичину на захід, виконавши наказ головнокомандувача Червоної армії щодо взяття штурмом Львова та контрудару частин Червоної армії під Варшавою. Того ж дня в районі Замостя 6-та стрілецька дивізія Дієвої армії УНР успішно відбила наступ частин Червоної армії, а за два дні під Замостям Шоста Січова дивізія Армії УНР, разом з Дивізією Морської піхоти УНР, спільно з польськими частинами остаточно розгромила будьонівські підрозділи. 11 вересня 1920 року в селі було створено ревком, який очолив Т. Базарницький. Радянська влада на папері проіснувала у Білому Камені неповних два місяці.
У рядах Українських січових стрільців та Української Галицької армії виборювали Незалежність України й мешканці Білого Каменя, зокрема, Осип та Миколай Юркевичі, Володимир Свідерський, Осип Конашевич, Володимир Макаровський, Теодор Турчиняк, Матвій Лотоцький. Згадкою на вічні часи про буремні, воєнні лихоліття є насипана на місцевому цвинтарі у Білому Камені братська могила. Там знайшли свій вічний спочинок два вояки Української Галицької армії, що загинули в боях з поляками у червні 1919 року. За іншими переказами тут спочиває четверо вояків. У 1991 році могилу та березовий хрест на ній було відновлено.
Під час цих воєн містечко зазнало значних руйнувань, тому більшість єврейських родин переїхали до Золочева. В Білому Камені залишилося близько п'ятдесяти єврейських родин.

### Польська окупація (1921—1939)
Після війни Білий Камінь втратив статус міста та у документах того часу вже значиться селом. Зміна статусу населеного пункту ніяким чином не вплинула на якість життя місцевого населення. Наслідки війни були жахливими, але й у тому були й свої плюси. Оскільки багато хат в селі погоріло, то місцеві мешканці почали будувати хати з дерева та глини, більші у розмірах за своїх попередниць. Це були будинки з кухнею, двома окремими кімнатами — вітальнею та спальнею, коморою та сіньми або ж з трьома кімнатами — вітальнею, спальнею та малою бічною кімнаткою, коморою та сіньми. Спальня була умебльована дерев'яними або металевими ліжками, нічними туалетними столиками, шафою. У вітальні стояли стіл з кріслами, шафа, тумбочка, за потребою ще одне ліжко. В малій бічній кімнатці стояли скриня, дерев'яний тапчан або лавки. Кухонний інтер'єр складався з двох столів, мисника з дверцятами, стільців або лавки. Майже у кожній хаті був годинник. Мурованих хат було небагато. Покрівля переважно з черепиці або дахівки-цементівки. Поступово, рік за роком, зростає населення Білого Каменя.
Школа стала шестикласною, а згодом і семикласною, збільшилася кількість вчителів. Вирувало громадське життя в селі. Війтом села був Михаїл Айзенбарт, солтисами — Стефан Минусора, Михайло Вітковський.
Зростало промислове виробництво. Стало більше ремісників. В селі працювала приватна кустарна гарбарня, а також два цехи, де за допомогою спеціальних верстатів, з цементу вироблялася дахівка. Вальцевий млин, що належав монастирю, був відданий в оренду єврею Мансбергу. Ґуральня виробляла 2000 гектолітрів спирту на рік.
Найбільшими землевласниками залишився монастир, а також Антон та Григорій Кузьми. Середніми землевласниками були Петро Войтина, Миколай Кузьма.
Дворів було 480. Вулиці отримали назви (до того існувала лише загальна нумерація будинків). З'явилися вулиці Вишньовецьких, Яна III Собєського, Вроняцька, Юревичі, Клімовських, Лехів, Бойкова, Дворська, Плебаньська, Божнича, Млиньська, Розванжка, Вітівщизна, Шерока, Валова, Глибока, Руська, Бліхова, Вигонівка. Центр села називався Ринком та був заселений переважно юдеями, де кожної другої середи місяця влаштовувався базар. Кількість крамниць зросла до 35, які перебували переважно у власності місцевих юдеїв. Тут була пивна та тютюнова крамничка Манделя, ресторани Цімантів та Цверлінга, м'ясні ятки Хаїма та Йойза, крамниця з посудом Кайли, магазини тканин Шейви та Берштейна, а також хлібо-булочні, кондитерські та галантерейні магазини. Також власний ресторан та м'ясний магазин тримав поляк Росляновський, а м'ясні ятки мали поляк Шидловський та українець Ничка. Українець Олекса Техневич в спілці з Теодозієм Лишньовським утримували магазин промислових товарів. У приміщенні «Просвіти» містився український сільськогосподарський споживчий кооператив. Також існували міжнаціональні спілки, наприклад, німець Бриль разом зі Степаном Кіжиком тримали великий м'ясний цех та магазин.
Крім багатьох крамниць там також розташовувалися магістрат, польський Народний дім та український Народний дім — «Просвіта». Культові споруди релігійних конфесій розташовувалися у центрі Білого Каменя — костел, церква, дві синагоги — мала та велика. У будинку на розі вулиць Вроняцької та Валової розташовувався поліційний відділок, де несли службу шість поліціянтів, якими керував начальник жандармерії Гріннер.
У 1927 році відновило свою діяльність пожежно-руханкове товариство «Сокіл» у Білому Камені. Це був звичайний місцевий осередок, що структурно належав до Золочівської філії товариства та мав у своїх лавах 90 осіб. Власної пожежної станції у селі не було та й товариство не перейняло обов'язків громадської пожежної сторожі, основним завданням якої було вміння гасити пожежу. Для виконання цих робіт товариство власного приладдя не мало, але були приладдя, що належало сільській громаді — двоколісний водяний насос, пожежні шланги (вужі), двоколісний бочковоз, відерця на воду, драбини, гаки, душениці. Кваліфікованих пожежників (зі свідоцтвами) було лише двоє. Головою відновленого товариства став Григорій Лех, начальником — Омелян Кузьма, а писарем — Михайло Дзікевич. У лютому 1928 року було обрано нове керівництво місцевого осередку «Сокола», головою залишився Григорій Лех, начальником став Володимир Макаровський, писарем залишився Михайло Дзікевич. Був утворений аматорський драмгурток. Диригентом оркестру призначено Василя Базарніцького. «Соколи» доглядали за стрілецькою могилою на місцевому цвинтарі. На початку 1930-х років діяльність товариства поступово згасає, число членів зменшилося до 47 осіб, а причиною, як зазначалося в одному з документів 1934 року, була «байдужість молоді. Нема принуки з гори».
Того ж 1927 року був створений кооператив з обмеженою відповідальністю «Згода» Руського Ревізійного Союзу. Метою даної торгово-промислової спілки було «підіймати господарство та заробіток членів спільним веденням підприємств та покращувати культурний рівень своїх членів». У 1931 році в Білому Камені засновано молочарню «Маслосоюзу». У споживчому кооперативі «Центросоюзу» можна було придбати насіння, мінеральні добрива, вугілля, реманент, взяти у тимчасове користування сівалку або косарку-снопов'язалку. Завідували кооперативом Михаїл Кужіль, Ілько та Іван Лехи, Костянтин Гавришків.
У 1931 році з Белзця до Білого Каменя переїжджає родина Данила та Ядвіги Федоруків з синами. На попередньому місці проживання Федорук-старший працював директором місцевої школи та вийшов на пенсію. Обидва його сини також були освіченими, але ніяких посад за польськими законами займати не могли. Батько й сини стали найактивнішими членами українських національних організацій. З появою Федоруків пожвавішало громадсько-політичне та господарське життя місцевих українців. В Білому Камені починає діяти самоосвітній гурток, який за змістом своєї роботи можна назвати аналогом осередку ОУН на Золочівщині.
Після війни з великим трудом відновили всі українські товариства, зокрема, «Просвіта», «Сокіл», «Сільський господар». При читальні «Просвіти» організували курси для неписемних та малограмотних селян, дитячі літні табори (захоронки), виховательками в яких працювали Теодозія Максимин та Ольга Козак. Білокам'янецькі ремісники та господарі відправляли своїх дітей на навчання до гімназій. При місцевій церкві виник гурток «Союзу Українок».
Польське населення Білого Каменя також не пасло задніх. На День Конституції 3 травня влаштували велику маніфестацію, а 11 листопада, під час святкування Дня Незалежності Польщі також були проведені масові заходи. Старше юнацтво гуртувалося у військово-спортивну організацію «Легіони», а молодше — у «Стшельци». Обома товариствами керував директор місцевої школи Я. Фіяля. При школі протягом декількох років діяв організований Я. Фіяльою «Народний університет». Приїжджали професори Львівського університету та читали свої лекції для простого люду.
Для проведення власних громадсько-політичних заходів, свят тощо поляки збиралися у польському Народному домі, де також працював магазин польського добровільного товариства фермерів «Kółko Rolnicze».
Для масового відпочинку у парку, біля ставу було створено штучну водойму — купальню, береги якої були оббиті дошками. Тут влаштовували міське свято Нептуна, фестини. На ставку був човен, на якому за певну плату можна було прогулюватися на воді. Поруч був гардероб. Вхід на цей берег був платним. Для людей, які не мали можливості сплатити плату за вхід, був призначений протилежний берег — так званий «дикий берег». В парку монахині мали великі квітники та оранжерею.
До повітового центру та залізничної станції у Золочеві чи до залізничної станції Ожидів та до міста Олесько доїжджали гужовим транспортом, а на початку 1939 року був відкритий автобусний маршрут «Золочів — Олесько».
В середині 1930-х роках розпочалася електрифікація села. Костел, пробство, помешкання касиїра Л. Чеховського, монастир, тартак були першими у селі, куди провели світло. Тоді у найзаможніших з'явилися перші лампові радіоприймачі.
Щодо харчування, то у раціоні людей середнього класу були страви з борошна, круп, картоплі, овочів. М'ясо їли лише у свята, а на зиму заготовляли у значній кількості різні закрутки та лікерне вино — мальвазію. З напоїв найпоширенішим був чай, перед початком другої світової війни з'явилася кава, але вона була надто дорогою для людей середнього класу. Найдоступнішими за ціною солодощами для простих людей були цукерки «Ядзя», що коштували усього один грош.
Українці стали більше цікавитися життям народів світу, політикою, але найбільше їх турбувало неспокійне життя їхніх братів-українців у Великій Україні. Коли дізналися про велику біду — Голодомор 1932—1933 років, то зібрали для голодуючих збіжжя. Солідарувалися зі своїми східними побратимами, а саме увесь 1933 рік, на знак жалоби за померлими під час Голодомору у Радянській Україні, не справляли весіль.
У другій половині 1930-х роках вже стала відчутною конфронтація між польським та українським населенням села. Змішані шлюби не заохочували. Одного разу, під час святкування українського свята, поліція наскочила на читальню. У приміщенні читальні були малі діти, у той час дітям забороняли відвідувати масові зібрання, але вони заховалися під сценою та й усе обійшлося.
Наприкінці 1938 році Золочівське староство зажадало від білокам'янецької читальні «Просвіти» сплати податку, від якого вона попередньо була звільнена на 15 років. Справою з вияснення усіх причин конфлікту зайнявся тодішній голова «Просвіти» Осип Головацький, але місцева влада значно затягувала процес вирішення спору. Тоді то не витримало серце Осипа Головацького, він дістав інсульт і помер 21 лютого 1939 року. Його багатолюдний та пишний похорон 4 лютого 1939 року перетворився на антипольську маніфестацію. Того ж 1939 року перестав існувати й місцевий осередок пожежно-руханкового товариства «Сокіл» у Білому Камені.

### Початок Другої світової війни. Перші совіти (1939—1941)
24 серпня 1939 року була підписана угода про ненапад між Німеччиною та Радянським Союзом відома, як пакт Молотова — Ріббентропа. Пакт гарантував нейтралітет Радянського Союзу в конфлікті Третього Рейху з Польщею та країнами Заходу, та давав можливість повернення Радянським Союзом втрачених Росією у першій світовій війні територій. Таємним додатковим протоколом визначались сфери взаємних інтересів обох держав у Східній Європі та поділ Польщі між ними при очікуваному у ті дні нападі Німеччини на Польщу.
Наближався, так званий, «золотий» вересень 1939 року.
Німеччина почала виконувати умови цієї угоди, розпочавши польську компанію, себто вже 1 вересня 1939 року напала на Польщу. Цей день і є початком Другої світової війни. Лише за 27 днів німецькі окупаційні війська анексували частину Польщі та вийшли на умовну лінію Керзона. 17 вересня 1939 року о п'ятій годині ранку передові та диверсійно-штурмові загони Червоної Армії перетнули радянсько-польський кордон на річці Збруч.
23 вересня 1939 року підрозділи Червоної Армії увійшли до Білого Каменю. Спочатку було все добре і багато людей насправді повірили, що ці привітні й прості вояки (багато було серед них і українців зі Східної України) визволили їх від соціального та національного гніту. У Білому Камені вийшли зустрічати «визволителів» місцеві бідняки, євреї, москвофіли. Та їх радість була передчасною. Разом з радянськими військовими частинами до села увійшов і підрозділ НКВС. Відразу було роззброєно та заарештовано місцеву польську поліційну залогу на чолі з комендантом Собчаком та ув'язнено в Золочеві. Було створено народну міліцію з місцевих євреїв.
З приходом радянської влади у 1939 році у Білому Камені та навколишніх селах утворили сільські ради. Новостворена Білокамінська сільська рада, головою якої став Григорій Лех, «оселилася» у будинку Миколи Федунчика — колишнього голови осередку товариства «Просвіта».
У 1940 році було утворено Олеський район з адміністративним центром у смт. Олесько, до складу якого увійшов Білий Камінь і цього ж року у селі утворено комсомольський осередок.
Вся господарка та майно монастиря згромадження Сестер Милосердя св. Вінсента де Поля були націоналізовані. Шпиталь при монастирі став державним і тут відчинила свої двері амбулаторія на одне ліжко та медична консультація також на одне ліжко. Завідувачем амбулаторії було призначено Володимира Свідерського. У штаті амбулаторії був ще один лікар на прізвище Часниковський та дві медсестри.
Олеським райвиконкомом було затверджено постанову організаційних зборів селян Білого Каменя про організацію колгоспу. 19 серпня 1940 року створили колгосп імені І. В. Сталіна, що об'єднав 31 господарство, серед яких переважали бідняцькі, та отримав Акт на вічне користування землею. Головою колгоспу обрали Михайла Базарницького. Землі колгоспу займали площу 52,39 га. Райвиконком також постановив передати з фонду сільради землю, яка навесні була наділена селянам і таким чином загальна площа колгоспної землі склала: рілля — 63,73 га, пасовища — 35,75 га, сади — 9,75 га та сіножатей — 10,39 га. Колгоспу було передано громадський сарай, клуню, водяний млин, лісопильню і будинок з земельною ділянкою, що належав «розкуркуленому» Григорію Кузьмі. Станом на 1 березня 1941 року в колгоспі було 39 дворів, 139 га землі та 12 коней.
Місцеве населення відразу стали привчати до радянського способу життя. Сільському голові доручили організувати протипожежну охорону села, а саме надати майбутній пожежній команді приміщення, забезпечити цілодобове чергування селян з кіньми, організувати добровільні дружини, а також негайно зібрати весь протипожежний інвентар та привести його до належного стану. Всі господарства були обкладені натуральним податком.
За деякий час розпочалися масові арешти місцевого населення, а саме заарештовано Данила та Левка Федоруків, Стефана Минусору, Ярослава Леха та Павлину Кошіль, яких було замордовано у в'язницях Львова та Золочева у 1941 році або ж вислано до концтаборів у Сибіру. 17 червня 1940 року радянським солдатом був вбитий місцевий мешканець Василь Митулинський. Після цього випадку багато хто побачив реальне «обличчя» радянської влади і зрозумів, що було зроблено величезну помилку у вересні 1939 року.

### Друга Світова війна: німецька окупація (1941—1944)
Гуркіт, падаючих бомб білокам'янці почули вже вночі 22 червня 1941 року з боку залізничної станції Ожидів. В селі було дислоковано багато підрозділів Червоної армії, які отаборилися у фільварку. Червона армія відступаючи під натиском німецьких частин не встигла знищити або вивезти всю амуніцію, але із собою забрали дванадцять місцевих хлопців, більшість з яких, пропала безвісти.
Німецькі частини, не зазнавши найменшого спротиву, 3 липня 1941 року окупували Білий Камінь, а пізніше й інші навколишні села. Нова «влада» запровадили на теренах Золочівщини так званий «новий порядок», який вирізнявся особливою жорстокістю у відношенні до місцевого населення.
Першого відчутного удару зазнали юдеї. Першого ж дня окупації гітлерівці розстріляли кількадесят євреїв різного віку. Потім почалися масові погроми. На стінах будинків з'явилися накази, які зобов'язували всіх євреїв пройти реєстрацію і приступити до виконання «роботи», яка полягала в знищенні пам'ятників на єврейському кладовищі і ремонті доріг, для якого і використовували надгробки. Більшість з тих, хто вранці йшов виконувати повинність, ввечері додому не повертались: їх розстрілювали за найменшу провину, а іноді й без будь-якої на то причини.
У вересні 1942 року окупанти зігнали євреїв з Білого Каменю та навколишніх сіл до гетто в Золочівському замку, територію якого загородили колючим дротом та ретельно охороняли поліціянти. Всі мешканці гетто були зобов'язані носити на рукаві білі стрічки з вишитими на них шестикінцевими зірками. В гетто систематично знищували жінок, старих, дітей. Восени 1942 року більшість з них була депортована до окупованої Польщі у табір смерті Белжець — одного з чотирьох таборів, створених у межах так званої «операції Райнгард», що була призначена для знищення польського єврейства, а ті, хто залишився, були пізніше розстріляні за містом та поховані у братських могилах у лісі поблизу с. Єлиховичі. Так, з більш як трьохсот місцевих євреїв вціліло лише двоє — Ісаак Гох та Авраам Крук, яких усю війну переховували українці.
З приходом німецьких військ стало трошки спокійніше та запрацювала управа. Війтом був Григорій Лех, а солтисами — Михайло Кузьма та Стефан Заремба. Поштою завідувала Емілія Павліковська. 1 вересня 1941 року у школі розпочався новий навчальний рік, напередодні якого, на посаду директора школи повернувся Лев Федорук. Кіндратом та Марією Яцківими було організовано господарську школу, яка за два роки була закрита окупаційною владою.
Якщо юдеїв винищували фізично, то місцевих українців та поляків вивозили на примусові роботи до Німеччини. Така доля спіткала Степана, Ярослава та Софію Гавришків, Йосипа Леха, Володимира Сапелюка та багатьох інших.

### Друга Світова війна: боротьба німців і совітів за село
У 1943 році через село проходили підрозділи партизанського з'єднання Ковпака.
15 липня 1944 року село та найближчі його околиці були двічі піддані масованому бомбардуванню радянською авіацією, під час яких село зазнало значних руйнувань, зокрема, згоріла українська плебанія, читальня, було зруйновано багато садиб. Загинуло близько 100 місцевих мешканців, на чиї оселі впали авіабомби. Підрозділи німецького окупаційного гарнізону, що знаходилися в селі, не постраждали, оскільки вчасно передислокувалися до найближчого лісу. Такою була ціна визволення Білого Каменя радянськими військами.
Визволення населених пунктів Золочівського району розпочалося операцією, що у історичних джерелах отримала назву «Колтівський коридор», що тривала 13-23 липня 1944 року. Створений військами 60-ї армії 1-го Українського фронту під командуванням Маршала Радянського Союзу Івана Конєва так званий «Колтівський коридор», довжиною 20 км та шириною близько 6 км, завдяки якому в прорив почали просуватися частини 3-ї гвардійської а потім і 4-та танкова армія з метою зламати оборону на лінії Сасів — Золочів. Перед наступом радянських танків проводилася інтенсивна артилерійська підготовка й авіаційні удари. Протягом п'яти годин було здійснено 2000 нальотів, у тому числі 1500 нальотів бомбардувальників. На лінії між селами Колтів, Сасів, Хильчиці, Почапи, Білий Камінь було замкнуте кільце «Бродівського котла» та розгромлено 8 німецьких дивізій.
Після жнив 1944 року нова радянська влада мобілізувала до війська понад 40 мешканців Білого Каменя, з яких понад 20-ти осіб загинули або пропали безвісти, а з полів війни повернулося лише шестеро білокам'янців.

### Закінчення війни та діяльність УПА (1944—1953)
У 1942 році для захисту українських національних інтересів на теренах Західної України, на основі підрозділів отамана Тараса Бульби-Боровця — «Поліська Січ» та за сприянням ОУН-Б, було створено Українську Повстанську армію. УПА була побудована за принципами регулярної армії, Головним Командиром якої у 1943—1950 роках був генерал-хорунжий Роман Шухевич. На теренах Львівщини та Тернопільщини діяла оперативна група УПА-Захід під командуванням полковника Василя Сидора на псевдо «Шелест». Зокрема, на Львівщині діяла 2-га воєнна округа «Буг» під командуванням Остапа Линди.
Повстанці розпочали бойові дії у 1944 році. На Золочівщині діяв курінь золочівської округи «22» під командуванням Григорія Котельницького на псевдо «Шугай», до котрого входила сотня «Дружинники III», командиром якої був Мар'ян Кравчук на псевдо «Малиновий». Сотня «Дружинники III», до складу якої входило також 15 місцевих мешканців, діяла на теренах Білого Каменя та навколишніх сіл. На період 1944—1946 років припадає найактивніша фаза боротьби повстанців проти більшовицьких окупантів. З 1944 року сотню «Дружинники III» очолював місцевий мешканець Йосип Лех на псевдо «Чорногора», котрий хоча й був завзятим націоналістом, але після мобілізації до лав Червоної армії, був завербований НКВС та працював на радянську розвідку. Після кількох поразок — провалів операцій, загадкових вбивств бойових побратимів та місцевих проукраїнських активістів, чисельних облав, виявилася очевидною чиясь зрада. Тоді «Чорногора» відкрито переходить на бік радянської окупаційної влади та допомагає своїм новим «господарям» у викритті криївок УПА. За цей вчинок він був нагороджений багатьма радянськими нагородами та високими посадами у Львові, де провів останні роки свого життя.
В лютому 1944 року в околицях Білого Каменя перебував полковник та командант запілля УПА, заступник Головного командира УПА, Генеральний Секретар Внутрішніх Справ УГВР Ростислав Волошин на псевдо «Павленко».
У грудні 1944 року чота «Вітрового» провела вдалу операцію проти винищувального батальйону НКВС, який дислокувався у Білому Камені. В ході цієї операції перевдягнений у червоноармійську форму підвідділ УПА знищив понад 30 «стрибків», а сам втрат не зазнав.
29 січня 1946 року в лісі поблизу с. Бужок загинув політпропагандист ОУН, командир куреня сокальської округи «23» на псевдо «Орел».
22 травня 1946 року бійці сотні «Дружинники III» роззброїли станицю «стрибків» у Хильчицях.
У липні 1946 року для боротьби з УПА та ОУНівським підпіллям у Гавареччині, Черемошні, Бужку були залучені гарнізони МДБ. Масові облави та сутички підрозділів «стрибків» з бойовими групами УПА спричинили загибель великої кількості повстанців між селами Почапи та Хильчиці, а в останньому, було викрито жіночу підпільну мережу УПА.
Останні збройні сутички, життя в криївках, поодинокі акції вояків УПА в лісах Гавареччини, Черемошні та Білого Каменя припинилися у 1951 році.

### Радянська окупація (1944—1991)
На початку липня 1944 року до Білого Каменя повернулася радянська влада. Порівнюючи перше та друге «визволення» краю, переселенці, більшість з яких — лемки, сумно жартували: «Першы совіты былі файны: прышві і пішвы. А от другі — то юж ні: як прышві, то не пішвы». Використовуючи вороже ставлення місцевих поляків до українців, стара «нова» влада утворила в селі так звані загони політпросвітництва з числа комуністів та комсомольців. Метою цих загонів було агітація місцевого населення за новий устрій, нову владу та дезінформація стосовно всього українського (церкви, повстанського руху, тощо), тобто зробили Білий Камінь опорним пунктом поширення радянської влади на околиці. У приміщенні колишнього кляштору знаходився штаб та розташування військового підрозділу.

#### Репресії
Саме на той час, коли нове окупаційне керівництво «потихеньку» облаштовується, припадає «запуск» великомасштабної репресивної машини, під час якої ламалися тисячі людських доль. Жорстокий тоталітарний режим не зважав на елементарні норми християнської моралі, зневажав права людини.
Почала працювати на повну силу радянська каральна система, яка не оминула й Білого Каменя. За штучно сфабрикованою справою у вересні — грудні 1947 року було заарештовано 24 особи, а 25-тим у справі був священик о. Андрій Шуневич, котрий у селі вже не мешкав. Їх звинуватили у співробітництві з німецькою окупаційною владою та масовому винищенні євреїв. Судове засідання відбулося у березні 1948 року, за результатами якого 2 особи визнано невинними, 20 засуджено на 25 років ув'язнення та ще 2 осіб — на 10 років ув'язнення. Засуджені до відбували покарання у Воркуті, Красноярському краї та на Колимі.

#### Колгоспне життя
Вже по закінченню другої світової війни село почало відбудовуватися. Колгосп імені Й. В. Сталіна відновили лише 1950 року. До цього селяни працювали на своїх полях, обов'язково поставляючи державі хліб згідно держплану, а коли й понаднормово. Тоді колгосп мав 300 гектарів землі, 20 корів, 15 пар коней, 15 кінних плугів. Головою колгоспу обрано місцевого мешканця Степана Особу, пізніше його на цій посаді замінив Михайло Тхір — переселенець з с. Святкова Велика, що на Лемківщині. У повоєнний період збудовано 30 тваринницьких приміщень, 5 критих токів та 4 зерносховища, а також споруджено сортодільницю та тракторну майстерню. Колгосп діяв до 1958 року. Потім внаслідок укрупнення колгоспу імені Й. Сталіна, у 1954 році до нього було приєднано колгосп імені Лесі Українки (с. Черемошня), у 1955 році — колгосп імені С. Кірова (с. Бужок), у 1958 році — колгосп імені 17 вересня (с. Підлисся). У 1961 році об'єднаний колгосп назвали «Дружба», а двома роками пізніше його перейменували на «Серп і молот». Центральна контора колгоспу «Серп і молот» знаходилася у Білому Камені, земляні угіддя якого становили 4000 гектарів. Працював колгосп у рослинно-тваринницькому напрямі. У допоміжному господарстві працювали млин та дві пилорами. За період часу 1950—1960 років змінилося ще п'ять голів колгоспу: Кривошапка, Підіпригора, Москва, Нікіфоров, Сергєєв.
У 1957 році вийшов перший номер безкоштовної газети «Колгоспна правда» — друкованого органу партійної, комсомольської організацій, правління колгоспу «Серп і Молот», Білокамінської сільської Ради народних депутатів, Золочівського району Львівської області.
На той час за колгоспом було закріплено 4007 га землі. У 1957 році колгоспник заробляв майже 38 копійок на день, а у 1962 році — 53 копійок та 1,5 кг зерна. Можна сказати відверто, що наймит на фільварку за Польщі заробляв більше, ніж колгоспник у 1950-х роках. Також колгосп мав 2 млини, один з яких у 1965 році перестав працювати, а також 2 пилорами та власну електростанцію потужністю 85 кВт.
У 1964 році колгосп очолив Степан Шкарада. Провідною галуззю було тваринництво й тому не дивно, що станом на 1 січня 1967 року в колгоспі налічувалося 1448 голів великої рогатої худоби, 847 голів свиней та 223 коня, а прибутки від цієї галузі становили суму близько 270 тисяч карбованців. Колгоспні поля було засаджені кормовим та цукровим буряком, а прибутки від буряківництва становили суму понад 220 тисяч карбованців.
У вересні 1969 року на загальних зборах сільськогосподарської артілі колгоспу «Серп і Молот» голова колгоспу Степан Шкарада виступив з промовою, у якій вихваляв Радянську владу, здобутки колгоспу, виконання та перевиконання плану, але у виступі нічого не було сказано про середню колгоспну пенсію, що становила суму трошки більшу за 17 карбованців, про неможливість самовільного виїзду з села на заробітки, вже не кажучи про відсутність внутрішніх паспортів у селян. Родині колгоспника надавалася у користування присадибна ділянка площею до 0,5 гектара, котра могла бути використана під будівництво будинків житлового та сільськогосподарського призначення, а також під город або сад. Сім'я колгоспника могла мати лише одну корову з приплодом до одного року і одну голову молодняка ВРХ віком до двох років, одну свиноматку з приплодом віком до трьох місяців або двох свиней на відгодівлі, до 10 овець та кіз разом, бджолосім'ї, птицю та кролів, а ось коней не дозволялося тримати.
У 1960 році до Білого Каменя приїхала працювати агрономкою Зинаїда Ложовська (до шлюбу Левченко) і вже за десять років своєї діяльності на цій посаді та досягнувши значних успіхів у розвитку рослинництва їй було присвоєно почесне звання Заслуженого агронома України. А стан справ з тваринництвом був набагато гірший. Зинаїда Ложовська двічі брала участь у з'їздах Компартії України як кандидатка у члени ЦК Компартії України. 8 лютого 1973 року Зинаїду Ложовську призначили головою колгоспу «Серп і Молот», який вона очолювала наступні 26 років.
Тваринництво було першою справою, за яку взялася З. Я. Ложовська і вже перших результатів не довелося чекати, а саме за рік надої молока збільшилися вдвічі. 1975 року завершили будівництво великого тваринницького комплексу із санпропускником, сауною, стоматологічним кабінетом, кімнатами для відпочинку та навчання, пральнею, а також збудували комплекс будівель під тракторну бригаду. Напрямком у розвитку тваринництва було вирощування нетелів, тобто продуктивно запліднених телиць, а за деякий час колгосп реалізовував 1000 нетелів на рік. За особливі досягнення в сільському господарстві З. Я. Ложовській присвоєно звання Героя Соціалістичної праці, її також нагороджено орденами Леніна та Трудового Червоного Прапора.
У 1978 році до колгоспу «Серп і Молот» приєднано колгосп імені І. Я. Франка (села Жуличі, Почапи), внаслідок чого площа земельних угідь колгоспу зросла до 5558 га.
Машинно-тракторний парк колгоспу постійно оновлювали і станом на 1982 рік у розпорядженні господарства було 42 трактори, 11 зернозбиральних комбайни, 6 бурякозбиральних комбайнів КС-6 та гичкозбиральних комбайнів БМ-6, силосні комбайни.
У районних змаганнях колгосп «Серп і Молот» завжди був в числі перших за всіма показниками, зокрема, по намолоті зернових культур, надоях і здачі молока, виробництву м'яса та запасах кормів. Рентабельність господарства була достатньо високою і у 1984 році склала 39,4 %. Виручка від реалізації власної сільськогосподарської продукції, у 1982 році становила трохи більше 3-ох млн карбованців, а за два роки ця сума сягнула чотирьох млн карбованців. По цих результатах господарство неодноразово нагороджувалося різними почесними грамотами, вимпелами та прапорами. Найпередовішою з шести бригад з вирощування польових культур району була білокамінська рільнича бригада, яку тривалий час очолював Микола Євдокімов, 1967 року присвоєно почесне звання Героя Соціалістичної праці.
Зростання прибутків господарства дало можливість розгорнути масштабну забудову села. За затвердженим генеральним планом забудови було вирішено знести історичний квартал у центральній частині села, а на його місці побудувати будівлі соціально-побутового, адміністративного та культурно-освітнього призначення. Залишили лише костел та школу, у котрих, після капітального ремонту, відкрилися музей та дитячий садок відповідно. Так, 1979 року відкрили нову триповерхову школу, а за два роки здали в експлуатацію 12-квартирний житловий будинок для персоналу школи, адміністративну будівлю, у якій розмістили керівні органи Білокамінської сільської ради, пошту, телеграф і готель. Також в селі відчинив свої двері Будинок культури на 600 місць, де згодом з'явилися різні гуртки, колгоспний хор, ВІА «Білотон», театри мініатюр та «Крива люфа», бібліотека. Площу було освітлено електричними ліхтарями, упорядковано пішохідні доріжки і облаштовано газони з квітами, кущами та іншими зеленими насадженнями.
Восени 1983 року в центрі села відкрився Білокамінський торговий центр з двома великими магазинами (продукти, канцтовари, галантерея, одяг), рестораном, кондитерським цехом і баром та зданий в експлуатацію 12-квартирний житловий будинок для молодих спеціалістів колгоспу. За зразкову забудову та благоустрій підпорядкованої території село було нагороджене Дипломом ВДНГ СРСР.
У 1986 році відкрито «Будинок побуту», де були розташовані лікарська амбулаторія, аптека, книжковий та господарський («залізний») магазини, а за три роки відкрито лікарню з трьома відділеннями: офтальмологічним, неврологічним та терапевтичним.

#### Сільський побут
Відразу по війні відновлено Олеський район у межах 1940 року та Білий Камінь разом з навколишніми селами увійшов до складу району.
Було утворено Білокамінську сільську раду, яка «оселилася» у колишньому приватному помешканні, яке до війни належало єврею Манделю. Першим сільським головою у 1944 році став Василь Юркевич, пізніше його змінив Ярослав Киндзельський, а далі за ним — Павло Шершун. Сільські голови змінювалися, а ось секретарем сільської ради тривалий час був Осип Чернецький.
У 1952 році створено осередок комуністичної партії. Члени новоствореного осередку розпочали свою «боротьбу» зі знесення кам'яних та дерев'яних статуй святих, яких у Білому Камені було вдосталь. Так було знищено фігури святого Яна Непомука, Діви Марії, Святого Антонія, а збереглися завдяки місцевим мешканцям дерев'яна фігура Миколая Мирлікійського, кам'яні фігури Матері Божої та Святого Йосифа.
У 1955 році до Білокамінської сільської ради було приєднано села Бужок, Черемошню, Гавареччину, а пізніше і Розваж з Підлиссям були також приєднані до Білокамінської сільської ради.
За 18 років, від часу завершення війни, у селі було збудовано 50 нових будинків і станом на 1 січня 1963 рік у Білому Камені налічувалося 290 будинків з загальною чисельністю населення — 876 осіб. Старі вулиці отримали нові назви, так в селі з'явилися вулиці з суто радянськими назвами, зокрема, Леніна, 1 Травня, Беднарського; Кухаренка; Піонерська, Зелена, Колгоспна, Радянська, Жовтнева, Шашкевича, Тудора. Село було повністю електрифіковане, встановлено 180 радіоточок («брехунців»).
За часів панської Польщі у Білому Камені не було жодного медичного закладу. У 1946 році, на базі польського пробства, відкривається перша медична установа — лікарня на 25 ліжок, який організував Олексій Зеленов, у майбутньому лікар цієї ж лікарні. Тут також відкрився аптечний кіоск. У пологовий будинок було перетворене приватне помешкання доктора Володимира Свідерського. Пізніше побудована нова амбулаторія. Тут працювали медики Я. Павлюх, Я. Малкуш, О. Кацай, які по собі залишили добру пам'ять.
У великих будинках, які до того належали місцевим євреям, було відкрито початкову школу та продовольчий магазин. Також запрацювали швейна та шевська майстерні у будинку Кошілів.
Одразу з після поселення у Білий Камінь молоде та старше покоління білокам'янців потяглися до бібліотеки та клубу. В приміщенні колишнього польського Народного Дому у 1947 році відкрився сільський магазин, закусочна та клуб. В клубі запрацювали гуртки художньої самодіяльності та величезний кінозал на 180 місць. Місцева бібліотека відчинила свої двері у приміщенні сільської ради. Нею, у різні часи, завідували Євстахія Пиняга, Ганна Зайло, Галина Ожибко, а книжковий фонд становив 4710 примірників. В селі працювали щорічні сезонні дитячі ясла та садок.
У 1953 році при Білокамінській філії поштового зв'язку відкрилася ощадна каса. Заощадження селян, на кінець 1966 року, становили майже 70 тисяч карбованців.
Станом на 1 січня 1966 року у Білому Камені налічували 279 будинків з загальною чисельністю населення — 1062 особи.
У 1967 році збудовано лазню, а при сільському клубі відкрито «університет здоров'я», 1979 року розпочато газифікацію села.

### В Незалежній Україні
Після проголошення незалежності у 1991 році загальна економічна криза у молодій державі призвела до того, що сільське господарство перестало бути дотаційним, кількість колгоспів стала зменшуватися.
15 січня 1992 року селяни Жулич та Почапів відділилися від Білого Каменя, утворивши власну спілку пайовиків колгоспу «Воля». Білокаміський колгосп «Серп і молот» також змінив свою назву на Асоціацію кооперативів колгоспу «Надбужжя», під якою існує й понині.

## Пам'ятки історії

### Пам'ятки архітектури

#### Замок Вишневецьких
Замок у поселенні Білий Камінь на рівнині біля річки Західний Буг до 1611 року. заклав каштелян київський, князь Юрій Корибут Вишневецький. Замок був завдовжки — 58 м, а завширшки — 54 м, тобто мав форму квадрату. По кутах стояли чотири восьмикутних вежі — бастіони. Замок мав дві брами, одна з яких була парадною і являла собою портал з двома коринфськими колонами. Після смерті Вишневецького замок і містечко Білий Камінь перейшли до його племінника князя Яреми Вишневецького, одного з найбагатших людей тодішньої України. Князь Ярема з дружиною Гризельдою із Замойських розбудував замок, перетворивши на одну з найкращих резиденцій у краї.
У XIX столітті замок позбавили обороноздатності, розібравши частину мурів. Рештки будівель замку вигоріли 1848 року. Власник, очевидно, не мав коштів чи бажання для проведення недешевого відновлення будівель. Наприкінці XIX століття рештки мурів здіймались ще на декілька метрів над землею. Руїни замку були планомірно знищені за радянських часів. Тож на місці замку з допомогою бульдозерів облаштували футбольне поле.

#### Фільварок
На початку XIX століття управління містечком здійснював магістрат, що відав адміністративними, господарськими, фінансовими, поліційними та судовими справами. Відомо, що в першій чверті XIX століття бурмістрами були Ваврик Кіндзельський, Ян Башлядинський, Семко Конашевич, Юзеф Зельманович, війтами — Матвій Базарніцький, Яцко Батюкевич, а райцями — Іван Кмита, Ведько Зельманович. До володінь власника Білого Каменю належали села Бужок, Ушня, Жуличі, Черемошня. На той час будинки господарського призначення були у надто жахливому стані, млини працювали не на повну потужність, продаж деревини не давав значних прибутків. Білий Камінь разом з Бужком входили до складу одного господарства — фільварку, Черемошня з Ушнею (без млина) належали до другого фільварку, а Жуличі з ушнянським млином — третього фільварку.
У 1830 році власником маєтків білокам'янецьких став львівський адвокат Йосиф Маліш. Слід було виводити панський маєток зі страшного застою. В замку вже неможливо було проживати, тому з будівельних матеріалів із розібраних замкових мурів він побудував будинок, який знаходився на південному заході містечка, де вже поруч стояли млини, цукроварня, хліви. Коли житловий будинок був вже готовий, то він був схожий на панський фільварок XVII—XVIII століть та завдяки цьому новозбудована споруда і отримала свою назву.
У 1830—1850 роках в Білому Камені діяла фабрика бурякового цукру, цукерок та цикорію. Для цього Й. Маліш заохочує місцеве населення до вирощування цукрових буряків і те ж саме робить на своїх землях. Для піднесення нового промислу в Галичині Маліш влаштовує теоретичні та практичні курси на тему: «Обсяги фабрикації цукру з цукрових буряків». З часом цукроварню було переобладнано на ґуральню, де займалися виробництвом спирту та горілки. У дворі займалися також варінням пива з власного хмелю, але з часом цей вид промислу став невигідним і не приносив значних прибутків власнику фільварку. На той час також було розвинуте шовківництво.
У 1870 року помер Й. Маліш. Його зять Йосиф Панталеон Шнайдер стає спадкоємцем, а відповідно й власником фільварку. Шнайдер був активною людиною у господарському та громадському житті, членом золочівсько-перемишлянського відділу господарсько-рільничого товариства, що містилось у Львові, не один рік входив до Ради повітової в Золочеві. Йому належали земельні ділянки загальною площею 2148 га, які були в Білому Камені, Ушні, Черемошні, Бужку, Жуличах. Також належало 1230 га лісів в усій окрузі. Маючи багато лісу, він вирішує на території фільварку поставити лісопильню з використанням енергії падаючої води.
Власник місцевого фільварку Й. Шнайдер був бездітним, за життя (3 жовтня 1893 року) склав заповіт, за яким весь його маєток, після смерті власника, має перейти латинському жіночому монашому ордену Сестер Милосердя св. Вінсента де Поля, за умови, що вони влаштують там монастир, сиротинець, шпиталь.
Подальша історія панського фільварку пов'язана з монастирем, діяльністю сестер-шариток.

### Культові споруди

#### Костел Внебовзяття Пресвятої Діви Марії
У селі розташований костел Внебовзяття Пресвятої Діви Марії, у якому переплелися риси архітектури ренесансу і бароко.
Через два роки після закінчення будови замку князь Юрій Корибут Вишневецький та його дружина Тереза Чапличівна вирішили заснувати латинську парафію. Зведений ними скромний однонавний костел із спадистим двосхилим дахом, що закінчувався невеликим ліхтарем, датується 1613 роком. 1618 року помер князь Юрій Корибут Вишневецький, не залишивши спадкоємців, тому Білий Камінь перейшов до князя Яреми-Михайла Вишневецького — нащадка старшого брата його батька Михайла Вишневецького.
Ярема Вишневецький разом з дружиною Гризельдою Замойською у 1640 році збільшили парафію і сприяли в упорядкуванні та вдосконаленні споруди. Парафія була великою, адже до неї належало, крім Білого Каменя, ще шість сіл: Белзець, Черемошня, Почапи, Скварява, Ушня, Жуличі, а пізніше приєднався ще й Бужок. Внаслідок національно-визвольної війни українського народу 1648—1657 роках, а також подальших нападів татар та турків у 1667, 1672, 1675 роках, забудова містечка, у тому числі костел, зазнали значних руйнувань. Тому не дивно, чому польський історик Александер Чоловський писав, що костел збудований у 1700 році, а наступна реконструкція відбулася 1737 року і 25 жовтня (на порталі західного фасаду викарбувана ця дата: «Anos Dni MDCCXXXVII Dic XXV octobris») цього ж року відновлений костел був освячений в ім'я Успіння Пресвятої Богородиці.
Костел було декоровано в стилі бароко і він набуває свого сучасного вигляду. У 1766 році знов був відновлений та розширений: до апсиди з півночі прибудували ризницю. В цей час подвір'я було оточене цегляною огорожею з двома кутовими дзвіницями, брамою та капличкою-входом в стіні. Отже після реконструкцій XVIII століття костел, побудований Юрієм Корибутом Вишневецьким у 1613 році, остаточно втратив свій первісний вигляд.
В середині XVIII століття польський краєзнавець Е. А. Куропатницький у своїй книзі «Geografia albo dokladne opisanie Krolestw Galicyi i Lodomeryi» описує Костел Успіння Пресвятої Богородиці як «чудовий» і «мурований». У 1910-х роках будівлю було оновлено, інтер'єр прикрашено настінними розписами.
Авторитетний дослідник українського образотворчого мистецтва Володимир Антонович Овсійчук, у своїй праці «Українське мистецтво II половини XVI століття — I половини XVII століття» зазначає, що костел у Білому Камені має оборонний вигляд. Він пише, що «більшість храмів рубежу XVI—XVII століть були зведені за консервативними схемами ремісниками-мулярами, не обізнаними з новою програмою класицизму. В таких спорудах переважає готичний тип костелу — однонавний, з високим дахом, позбавлений продуманої системи декоративних прикрас, але з практично вираженою обороноздатністю. Вони фундувалися заможними верствами, можновладцями, новоприйнятими в лоно католицької церкви на доказ своєї правовірності. Тому, незважаючи на вкраплення скупих ренесансних декоративних оздоб, готичні риси залишаються визначальними в ряді провінційних костелів». До таких, між іншим, автор відносить і костел у Білому Камені. Ось детальний опис костелу.
Костел Успіння у плані хрестоподібний з п'ятигранною апсидою. Фундамент виконано з бутового каменю з цоколем із тесаних кам'яних блоків. Стіни муровані з цегли з вкрапленнями білокам'яних тесаних блоків. Фасади костелу розчленовані пілястрами композитного ордеру, а кути бокових гілок на половині висоти відмічені діамантовим рустом. Карниз викладено з лекальної цегли. Головний, західний, вхід костелу оздоблений білокам'яним порталом та декорований фігурним бароковим фронтоном з пружними волютами. Розчленовані маси споруди утворюють динамічну композицію, що завершується ажурною сигнатуркою. В інтер'єрі внутрішній простір має бокові відгалуження — каплиці. Будівля перекрита системою хрестових і напівциркулярних склепінь. Апсида костелу має зімкнуте склепіння з розпалубками, що сходяться у центрі. За розділення фасадів інтер'єрів відповідають пілястри тосканського ордеру. Облямування більшості вікон — цегляне, нескладне за конфігурацією. Двері дерев'яні оздоблені багатою різьбою. Під костелом знаходиться система підвалів та підземних ходів, які, очевидно, сполучали споруду із замком.
Щодо латинської парафії Білого Каменя, то в XVII столітті належала до Золочівського деканату, потім — до Бродівського, а з 1830-х років — знов до Золочівського. Крім Білого Каменя, до римо-католицької парафії належало сім сіл, а з 1930 року — десять. З 1903 року в Білому Камені постійно мешкало три польських священики: парох та його два помічники — диякон та приходський вікарій (капелян), останній призначався для каплиці сестер Милосердя. Всі парафіяльні священики мешкали в садибі пресвітера та звідси виїжджали на обслуговування вірних своєї парафії.
У 1927 році в Білому Камені, на базі садиби пресвітера, створено монастир отців-місіонерів згромадження Святого Вінсента де Поля (лазаристи) і від того часу, три священики, що піклувалися парафією, обиралися серед послушників монастиря, а колишній парох отець Вільгельм Влодарчик, хоч і мешкав у збудованій ним садибі, але працював в Ушні.
У 1934 році Ушня стала окремою парафією, оскільки мала чисельну польську громаду (в двічі більша за своєю чисельністю від білокам'янецької), свій костел, збудований у 1901 році та садибу для священика. Парохом ушнянської парафії був молодший брат Вільгельма отець Юзеф Влодарчик. Напередодні початку другої світової війни отець Юзеф Влодарчик виїжджає до Польщі, а його місце займає отець Вільгельм Влодарчик і протягом 1939—1942 роках працює парохом ушнянської парафії.
19 червня 1942 року отець Вільгельм знов очолив парафію у Білому Камені та залишився вірний своїй пастві до кінця своїх днів. За його сприянням у 1920—1930-х роках був збудований костел у Скваряві.
Польський релігійний діяч та публіцист отець Юзеф Анчарський, у своїй праці «Kronikarskie zapisy z lat cierpień i grozy w Małopolsce Wschodniej 1939—1946», ось як описує отця Вільгельма Влодарчика у лихолітті війни: «Парохом в Білому Камені є старенький отець Вільгельм Влодарчик, моїм батькам давав шлюб, а мене охрестив. Розповідав мені про трафунки, що трапилися за останніх декілька місяців, і про постійний жах смерті, що нависла над ним і людьми. Цей старий священик, вже близький до смерті — є для мене зразком. Він приймає людей, тому що він знає, що вони дійсно його потребують, так дуже, як зрідка, коли в історії народу, вірні потребували священика».
Під час німецької окупації села, у 1941—1944 роках, богослужіння в храмі припиняються, а сам костел і територія навколо нього перетворюється окупантами на склади зброї та боєприпасів.
У 1944 році УПА влаштувало терористичну акцію проти поляків, у результаті якої загинуло близько 30 осіб, як з польських та з мішаних українсько-польських родин. Це стало останнім приводом для еміграції представників місцевої польської громади з теренів Східної Галичини. У 1944—1946 роках поляки стали масово виїжджати на польські етнічні землі. Так з Білого Каменя виїхало 68 польських сімей, а залишилася тут лише 12 сімей, з яких більша частка належала мішаним, польсько-українським сім'ям. Натомість, на місця вибулих прибули виселені з Надсяння (внаслідок операції «Вісла») 31 українська родина.
Після закінчення війни 80-літній отець В. Влодарчик добровільно залишився у Львівській архидієцезії зі своєю нечисельною паствою. У 1947 році костел остаточно закрили та перетворили на колгоспну комору, а садибу пароха, збудовану на кошти парафіян та особисті збереження В. Влодарчика, було відібрано та у 1946 році переобладнано під лікарню, котра проіснувала там до 1989 року. Отець був змушений оселитися у приватному будинку парафіян: спочатку в будинку Павліковських, а потім в родині Рибаків. Там же в парафіян відправляв Найсвятішу службу Божу та виконував всі обов'язки священика. Важко тепер сказати, чи проводив реєстрацію хрещень та інших таїнств. Помер В. Влодарчик 19 грудня 1950 року у віці 82 років. Траурну церемонію від будинку померлого до місця поховання очолював отець Ян Ценський, парох Золочева.
У повоєнні роки культову споруду перетворили як колгоспну комору, а прилеглу до костелу територію перетворено на склад міндобрив та гаражі.
Лише у 1963 році костел Внебовзяття Пресвятої Діви Марії отримав статус пам'ятки архітектури під охоронним номером 430.
9 квітня 1975 році обласна комісія констатувала, що технічний стан споруди був жахливим: тиньк на значній площі поверхні стін відшарувався та відлетів, склепіння будівлі впали або пошкоджені, віконні цегляні обрамлення пошкоджені, віконне скло відсутнє, дверне полотно вимагає значного ремонту, частина карнизу втрачена, а та, що залишилася, в аварійному стані. У такому ж становищі покрівля, елементи внутрішнього оздоблення цілком втрачені. Реставрацію здійснювала Львівська міжобласна спеціалізована науково-реставраційна виробнича майстерня. В процесі реставрації костелу в 1977—1982 роках під керівництвом архітектора І. Піхурко було розібрано прибудову, відновлено декор, прибито аркові отвори в огорожі, у них вставлено металеві решітки. Та найбільше ремонтно-реставраційних робіт проведено на даху: замінено частину поперечних балок, стінок, відкосів, крокв, повністю замінено всі опорні елементи під дерев'яними конструкціями даху, конструкції сиґнатурки та запроєктовано втрачену верхню її частину, поміняно більшу частину покрівельної бляхи. В інтер'єрі сильно знищені розписи було замальовано білим вапном, встановлено парове опалення. Проведено впорядкування території.
Так пам'ятку архітектури було пристосовано до філіалу Львівської картинної галереї. Виставковий зал тут було відкрито наприкінці грудня 1982 року. Виступаючи на мітингу з нагоди його відкриття, заступник голови Львівського облвиконкому І. Алаєва, директор Львівської картинної галереї Б. Возницький, місцева мешканка Галина Бохонко казали про важливість відновлення костелу та створення в ньому музею. Після перерізання червоної стрічки присутні оглянули виставку творів радянських художників, присвячену 60-літтю утворення СРСР. Першими відвідувачами музею стали мешканці Білого Каменя та навколишніх сіл, учні місцевою школи імені І. С. Конєва. Експозиція виставкового залу змінювалася чотири рази на рік, а загальна площа експозиції становила 500 м². Завідувала музеєм колишня вчителька О. Куйбіда, а пізніше — Я. Куйбіда.
Згодом Білий Камінь було внесено до туристичного маршруту по історичних, архітектурних та культурних пам'ятках Львівщини. За 14 років існування тут виставкового залу його відвідали багато закордонних делегацій та залишили схвальні записи в книзі відгуків. У 1987 році село відвідав колишній директор Білокамінської школи, доцент Львівського університету А. Кухта, і в книзі відгуків зробив запис: «Хорошу справу зробила Львівська картинна галерея, відкривши філію у славному Білому Камені. Щира подяка правлінню колгоспу та селянам за турботу про популяризацію творів мистецтва серед народу».
А ось які враження залишили учні однієї зі львівських шкіл: «Село і картинна галерея — таке диво на нашій землі. Це її незвищеність, вічність… Ось такі радісні думки будить Білий Камінь. Уклін Вам, люди».
У червні 1996 році виставковий зал було зачинено. Відтоді споруда ніяк не використовується, тому що римо-католицької громади у Білому Камені немає. Пам'ятка поступово руйнується природою і часом.

#### Монастир згромадження Сестер Милосердя св. Вінсента де Поля (не зберігся)
Монастир згромадження Сестер Милосердя св. Вінсента де Поля не мав довгої історії. Власник місцевого фільварку Йосиф Панталеон Шнайдер був бездітним, 3 жовтня 1893 року склав заповіт, за яким його маєток мав перейти латинському жіночому монашому ордену Сестер Милосердя св. Вінсента де Поля за умови облаштування монастиря, сиротинця, шпиталю.
1893 року Й. Шнайдер помер, а 1899 року сюди прибули шаритки та взяли під свою опіку 20 сиріт. Пізніше кількість зросла до 63 дівчат-сиріт, яких тут навчали. Дівчат до 7 років виховували безпосередньо в монастирі, старші відвідували місцеву школу. По закінченні школи дівчата мешкали в монастирі, доти, доки не визначилися зі своїм майбутнім: продовжити навчання і стати черницею або ж вступити в шлюб. В останньому випадку монастир давав за своїх вихованок посаг.
У 1901 році при монастирі відкрито шпиталь для убогих на 60 ліжок. При шпиталі працювала аптека, де ліки убогим видавали безкоштовно. Також в монастирі було відкрито бібліотеку.
Господарство, що була за життя Шнайдера в Білому Камені, монахині не занедбали: продовжували працювати турбінно-водяний млин, ґуральня, деревообробний цех. Дещо віддали в оренду місцевим євреям. Сестри мали великі земельні наділи, багато худоби, для обробки і догляду з ними, використовували наймитів. Також законниці успадкували всі території, де ще були руїни замку та доглядали за колишнім замковим парком. Керуючим монастирським господарством тривалий час був Вайгерт, чий будинок знаходився на території фільварку, а всі фінансові справи провадив Людвіг Чеховський — рідний брат директора школи Антонія Чеховського.
Для доповнення до існуючих будівель на території монастиря збудували каплицю для монахинь, котру у 1903 році освятив єпископ-помічник Йосиф Вебер. В архітектурному плані каплиця була зведена на зразок костелу, але значно менших розмірів. Інтер'єр був розписаний, і всередині вигляд був кращим, ніж у костелі. Підлога була викладена помаранчевою та синьою плиткою. На вежі вмонтували годинник, що відбивав години та чверті, його бій було чути на все село.
Поруч з каплицею був ритуальний зал, де відспівували своїх, також найбідніших, людей, яких неможливо було ховати з дому, або безпритульних.
У міжвоєнний період в Білому Камені постійно перебувало 13 черниць. Крім шпиталю та сиротинця сестри утримували також і дитячі ясла. У 1911 році додатково заснували школу для малих господинь, але діяльність школи перервав вибух першої світової війни. Під час бойових дій в монастирі розмістився штаб, а до шпиталю привозили хворих та поранених вояків. Також сестри готували їжу для військ, дислокованих в Білому Камені. Нормалізація настала в період між двома світовими війнами.
В Білому Камені мешканки монастиря користувалися великою повагою серед місцевих мешканців. На свята монашки готували для найбідніших продовольчі подарунки. В монастирі також мешкали дівчата-послушниці, що відбували послуху, тобто певні випробування для вступу в чернечий орден. Черниці вміли прекрасно вишивати, гаптувати, шити різні речі. Щороку, влітку при монастирі влаштовували дитячий табір (садок), котрий відвідувало більше пів сотні дітей.
З початком другої світової війни, восени 1939 року, у монастирських стінах влаштували штаб радянської військової частини. Сиротинець та школу закрили, вихованців розігнали, але декількох дівчат взяли на виховання місцеві мешканці. Законницям виділили крило будівлі з невеликою кількістю кімнат та кухнею. Решту відібрали, тобто вони залишилися без засобів для існування та й самі стали прохачами. Представники польської, української чи єврейської громад Білого Каменя не були байдужими до них, оскільки пам'ятали про їх недавню доброчинність, допомагали, як і чим могли.
Під час наступу радянських військ, влітку 1944 року, будівля монастиря постраждала від бомбардувань авіації радянської армії, але ще була придатною для проживання в ній. Знову приміщення зайняли радянські війська і 22 червня 1944 року примусили законниць покинути монастир. Цього ж року черниці, що залишалися в Білому Камені, були вимушені виїхати до Польщі.
У 1947 році упівці вимушені були підпалити будівлю, щоби викурити звідти військовий гарнізон, який там перебував та використовувався для боротьби з загонами УПА. Те, що залишилося від колишнього фільварку, розібрали місцеві мешканці для власних потреб. Така ж сама доля спіткала і саму каплицю, яка простояла там понад 40 років. В наш час про велич панського фільварку нагадують фундаментні рештки млина, 2 вцілілих каштани.
Ще при заснуванні монастиря, на місцевому цвинтарі монахиням було відведено ділянку для поховань. Обнесена була ділянка низенькою залізобетонною огорожею, а всередині неї було встановлено фіґуру Божої Матері на кургані з каменю, заввишки два метри. Але за весь час існування монастиря лише дві законниці були поховані у білокамінській землі. На цій же ділянці у 1950 році було поховано останнього місцевого польського священика Вільгельма Влодарчика.

#### Церква Святої Трійці
Про православну церкву Святої Трійці Білого Каменя є перша згадка в ерекційних грамотах, датованих 17 червня 1681 року. Згідно з цими грамотами воєвода белзький Костянтин Криштоф Корибут Вишневецький надав орні землі, сінокоси та право на вільну вирубку лісу парафії місцевої церкви. У той час парохом церкви був о. Іван Бучковський.
Ще у XV—XVII століттях в селі існувала дерев'яна церква. З часом стара церква стала не придатна для проведення богослужінь та була розібрана, а на її місці у 1720 році було поставлено нову дерев'яну церкву. Церква була побудована з соснового дерева, побита латами, стояла на дубових підвалинах та мала три куполи, оббитих бляхою. В середині XVIII століття до церкви були прибудовані захристії, а саму церкву обведено опасанням. Вартість будівництва склала 750 злотих.
Видатний дослідник пам'яток української дерев'яної сакральної архітектури Михайло Драган пише у своїй монографії «Українські деревляні церкви», що «бічні верхи храму були сліпі, виведені назовні безвнутрі видної підбудови; бічні куполи не мали підбанників, тому були поставлені безпосередньо на даху. Такі самі верхи є і в інших церквах Золочівщини, у селах Підлисся і Сасів. Центральний купол стояв на восьмибічному предбаннику». Можна зробити висновок, що вона була типовою галицькою, тридільною, триверховою церквою.
Біля церкви була зведена дзвіниця. Вона була з дубового дерева, довкола оббита дошками, верх мала округлий, оббитий латами. На її зведення було витрачено 125 злотих. Оскільки у ті часи людей ховали поблизу церков, то навколо білокамінської церкви був улаштований квадратний за формою цвинтар. Він був огороджений дерев'яною огорожею (парканом) з гонтовим піддашшям, а в самій огорожі було 4 малих та 5 великих хвірток. На улаштування цвинтаря та встановлення огорожі було витрачено 50 злотих.
Також при церкві був шпиталь (оцінений у 15 злотих), який складався з двох кімнат, а також приміщення для потреб церковного братства (оцінене у 20 злотих). Церква мала одинадцять ділянок орної землі на різних полях Білого Каменя та шість сіножатей. Шпиталь користувався нивою на Шнурах, яка була пожертвувана йому князями Вишневецькими.
Починаючи з 1784 року в церкві вели метричні книги, з яких дізнаємося більше відомостей про діяльність білокамінської православної парафії. Отже, від 1784 року й до 18 травня 1806 року парохом Білого Каменя був о. Стефан Сидоровський. Його наступником був о. Григорій Ладаневич, який протягом 1807—1853 років, керував парафією. Більше ніхто з тутешніх священиків не перевершив його за стажем праці на одному місці.
У 1826 році в церковних метричних книгах зареєстровано 42 хрещення, 7 одружень, 36 смертей.
У 1830-х—1840-х роках Білий Камінь був центром однойменного деканату, до якого входили села Белзець, Сасів, Почапи, Хильчиці, Бонишин, Петричі, Острівчик, Скварява, Ляцьке Велике, Жуличі, Городилів, Єлиховичі, Княже, Бужок, Колтів, Верхобуж, Ушня, Побіч. Загальна чисельність парафіян разом з філією у Черемошні становила 957 осіб..
В середині 1853 року парохом Білого Каменя стає о. Стефан Гаврисевич. Служінню білокам'янецькій парафії він віддав 40 років. Тут народилися його діти. У майбутньому його син Юстин Гаврисевич продовжить справу батька та стане парохом Жулич. На початку 1880-х роках парох занедужав на легеневу хворобу, через що просив митрополита Львівського надати йому помічника. Від 1884 року пароху допомагають приватні співробітники, скеровані сюди Галицькою митрополією, серед них: о. Стефан Лесюк (1884—1886), о. Іоан Глодзінський (1887—1888), о. Юстин Гаврисевич (1888—1892), о. Йосиф Фолис (1892—1894). Тут, у Білому Камені, 17 листопада 1893 року скінчив життя о. Стефан Гаврисевич.
Співробітник й останній помічник о. Стефана Гаврисевича — о. Йосиф Фолис залишався в селі до 1894 року, звідси він був переведений до Скнилова, де 9 жовтня 1917 року його не стало. Після від'їзду о. Йосифа, парафією церкви піклувався парох Бужка о. Ярослав Стеткевич, після якого указом від 26 квітня 1894 року парохом Білого Каменя призначається о. Миколай Кипріян Копач, який віддав 27 років служінню парафії. З його ім'ям пов'язана ціла епоха життя української спільноти Білого Каменя.
Ще за настоятельства о. Стефана Гаврисевича задумано було будувати нову, кам'яну церкву, оскільки існуюча дерев'яна церква почала вже валитися. Власне, саме о. Стефан ще до 1884 року заощадив 6000 злотих на цю справу, але хвороба не дозволила йому розпочати будівництво.
26 травня 1895 року в Білому Камені відбулася архиєрейська візитація Митрополита Галицького Сильвестра Сембратовича і саме предстоятелем Української Греко-Католицької Церкви було освячено наріжний камінь під нову муровану церкву. Перше входження до церкви відбулося на Зелені свята 12 червня 1900 року, а 18 вересня 1901 року відбулося благословення та освячення новозбудованого храму Митрополитом Андреєм Шептицьким. Під час церемонії освячення храму о. Миколай Кипріян Копач за ревне виконання душпастирських обов'язків з митрополичих рук отримав крилошанські відзнаки. 11 червня 1905 року Їх Екселенція з канонічною візитацією ще раз відвідав Білий Камінь.
О. Миколай Кипріян Копач вів активне громадське життя. За його сприянням було засновано білокам'янецький осередок «Просвіти» та організовано місцевий хор, а також відчинили свої двері бібліотека та магазин. У 1908 році парох Білого Каменя утворив Братство тверезості та Братство імені святого Лазаря, яке займалося допомогою сиротам та вдовицям. У храмі стояла скринька бідняка Лазаря, куди заможні люди кидали гроші на потреби бідних. Ця скринька збереглася й до наших днів, але своєї функції вже давно не виконує.
У 1916—1917 роках тимчасовим завідувачем пароха Бужка та Білого Каменя був о. Григорій Косар — колишній парох села Ратищі, Залозецького деканату (нині — Зборівського району, Тернопільської області), який під час подій першої світової війни був звідти виселений.
Під час ротації 1921 року о. Миколай Кипріян Копач назавжди залишив парафію Білого Каменя і перейшов до парафії села Любинці, Любинецького деканату (нині — Стрийського району, Львівської області), де 4 червня 1928 року його не стало. На його місце прийшов парох села Любинці о. Богдан Чекалюк.
Настоятельство о. Богдана припало на важкі повоєнні роки. Після закінчення першої світової війни для потреб церкви було виділено ґрунти, а саме: 18 га 99 та 3 м² поля, 9 га 78 та 29 м² сіножатей, 19 та 18 м² городу і цього жив о. Чекалюк зі своєю багатодітною родиною.
Що до церковного життя, то не лише літургія, а й навіть вечірня Служба Божа правилася щонеділі, тому й відвідування храму парафіянами було дуже частим. Протягом цілого травня співали маївку — параклис.
У 1930 році знов відбулася ротація священиків, у результаті якої Богдан Чекалюк переїхав з Білого Каменя у парафію села Пійло, Калуського деканату (нині — Калуського району, Івано-Франківської області), де 28 грудня 1937 року помер й був похований.
3 жовтня 1930 року парохом Білого Каменя стає о. Павло Олійник. Пан отець мав близько 16,8 га ріллі, 9,75 га сіножатей, 0,32 га городу та 20 сажнів дров.
У 1931 році за ініціативи та під керівництвом доктора Володимира Свідерського та Левка Федорука церковний цвинтар було обсаджено деревами — соснами та липами.
Отець Павло пробув у Білому Камені до 1 квітня 1933 року та переїхав до села Тростянець біля Плугова. Після його від'їзду, парафію Білого Каменю прийняв о. Зеновій Яцків, що служив на Бужку, але його завідательство парафією села тривало не довго — від 10 квітня 1933 року й до 11 лютого 1934 року.
20 квітня 1934 року парохом села стає о. Андрій Шуневич, з приходом якого пожвавішало церковне та громадське життя у Білому Камені. Він засновує Братство Найсвятіших Тайн, Братство Апостольської молитви, Марійську Дружину. Ось, наприклад, братство Найсвятіших Тайн. Браття і сестриці мають обов'язок відзначатися перед всіма любов'ю до Ісуса Христа утаєного під видами хліба в наших церквах, мають самі цілим серцем почитати ту Найсвятішу Тайну Євхаристії і заохочувати людей до того пошанування. Він був членом Ординаріальної шкільної комісії Олеського деканату, а з 1943 року — містодеканом (першим заступником декана) Олеським. Парох організував в церкві бібліотеку, яка обслуговувала парафіян села. Крім звичайних видань художньої літератури, до бібліотеки надходили також й періодичні видання, наприклад, журнал «Місіонар», а також нелегально постачався підпільний журнал-щомісячник «Сурма».
За о. Шуневича свого розвитку набрав гурток Союзу Українок, що діяв при церкві. У Білому Камені гурток розпочав свою роботу у 1930 році, до його входили жінки, вік яких був більшим за 18 років. До речі, білокам'янецький гурток Союзу Українок був найстарішим у Золочівському повіті (нині — Золочівський район). Членкині та керівники організації інколи з читальнею, інколи окремо влаштовували вечори пам'яті Тараса Шевченка, Лесі Українки, готували виступи, присвячені пам'яті Маркіяна Шашкевича на Білій Горі поблизу Підлисся. До дня святого Миколая робили виставу, де роздавали подарунки бідним дітям. Після коляди та щедрування, у неділю по Йордані, влаштовували вечір «Спільна Просфора», а на Великдень проводили свято «Свячене яйце».
Найбільш урочисто відзначали Свято Матері. На таких урочистих заходах збиралася уся білокам'янецька еліта — о. Андрій Шуневич, доктор Володимир Свідерський, Данило, Левко та Володимир Федоруки, приїздили гості із Золочева, наприклад, адвокат, колишній начальник Харчового Уряду ЗУНР Теодор Ваньо.
В стінах гуртка, його членкині навчалися правилам ведення хатнього господарства, ветеринарії, вирощуванню ярини (ячмінь, овес), основам гігієни та плеканню немовлят. Для членкинь працювали курси плетіння, вишивки, переробки овочів. Тут вони навчалися вирощувати та застосовувати румбарбар, полуниці, помідори, шпинат, салат, закладати цвітові городці. Великий наголос ставився на гігієну кухні, якої на той час, особливо, на селі, не дотримувалися. Від 2 березня до 10 червня 1936 року куховарські курси при білокам'янецькому гуртку Союзу Українок вела Дарія Пшеп'юрська з Золочева.
Для самоосвіти своїх членкинь гурток передплачував декілька періодичних видань — журнали «Українка», «Жіноча Доля» (з додатком «Жіноча Воля»), а також місячник «Народне здоровля», мали свої книжки та свою частку в кооперативі «Просвіти».
Станом на 26 березня 1939 року гурток налічував 69 членкинь, але у зв'язку із початком другої світової війни та подальших репресій радянської влади по відношенню до національно-свідомих громадян, інтелігенції, очільники гуртка прийняли рішення щодо припинення своєї діяльності. А поновив гурток свою діяльність лише 3 серпня 1993 року, вже у незалежній Україні. Головою було обрано Ірину Кузмінську, а її заступником — Віру Конашевич.
З відступом німецький військ та наступом радянської армії у липні 1944 року, о. Шуневич був вимушений покинути Білий Камінь, оскільки за свою активну націоналістичну позицію, «нова-стара» влада його у живих не залишила б. Він з сім'єю переїжджає до Задвір'я, але тут його «наздоганяє» радянська каральна машина. Отець Шуневич був заарештований і звинувачений у антирадянській діяльності та за рішенням суду засланий до сибірських таборів. Після повернення з заслання, він тривалий час мешкав у Розвадові Миколаївського району, де помер та похований на місцевому цвинтарі.
По війні радянська держава «приватизувала» усі культові споруди в Україні, а потім з одні «перепрофілювала» на склади, спортзали, а інші віддала у безоплатне користування релігійним громадам — православній церкві московського патріархату, оскільки римо-католицькі, греко-католицькі та представників інших релігійних течій християнства були попросту винищені або насильно переведені до церкви, яка повсюдно співпрацювала з радянським режимом. Так було й у Білому Камені. У 1946 році білокамінська громада повернулася до православного віросповідання, тим самим відновивши стану, який існував тут до 1700 року.
По закінченню другої світової війни з Соколівки до Білого Каменя переїжджає о. Юліян Сенишин. Він керував парафією Білого Каменя до своєї смерті у 1968 році та був похований на місцевому цвинтарі.
У 1967—1970 роках тимчасовими очільниками білокамінської парафії були парох Бужка о. Емануїл Сахно та парох Гончарівки о. Петро Штурмай. У 1970—1978 роках настоятелем парафії місцевої церкви був о. Стефан Горбовий, який у 1978 р. був переведений до парафії Ремезівців, вакантна парафія перейшла в урядування о. Євстахія Смука, який щойно закінчив духовний заклад та за призначенням прибув до Білого Каменя. Ось вже більш як три десятки літ він очолює нерозпорошену українську православну громаду Білого Каменя. За о. Євстахія при церкві був організований хор.
Дяки в Білому Камені були високограмотними, освіченими. Це видно навіть з того, що Маркіян Шашкевич початкову освіту «здобув у дяка з Білого Каменя». Наприкінці XIX — початку XX століть дяками були Миколай Комарянський та Михаїл Киндзельський — люди дуже поважні та шановані в громаді. Дякували також Григорій Харчишин, Максим Сапелюк (1920—1940-ві), Теодор Хміль (1944—1952), Стефан Заремба (1952—1957), Михаїл Зінюк (1953—1961), Омелян Стецьків (1961—1969), Василь Базарницький (1969—2002), а нині дякує Євгенія Цица.
Ще слід «сказати» декілька слів про плебанію. До середини XIX століття парафіяльний будинок був біля церкви, але після великої пожежі він згорів, а у 1848 році на гроші австрійського уряду придбано гусарську казарму, яку було переобладнано на житлові приміщення для священиків місцевої церкви. Собою вона являла муровану одноповерхову будівлю, яка складалася з трьох житлових кімнат для сім'ї священика, кухні і ще декількох приміщень та дахом накритим черепицею. На обійсті, огородженому живоплотом з бузку, були добротні дерев'яні будівлі господарського призначення. У священика була чимала прислуга з місцевих мешканців та своя господарка: великі ділянки городу та поля, багато худоби та птиці. У першу світову війну усі парафіяльні будинки, крім житлового, згоріли, а житловий, як-будь поправлений простояв майже до закінчення другої світової війни. У липні 1944 року, під час бомбардування села радянськими літаками, одна з тих бомб впала на плебанію та розірвала двох осіб з прислуги. По війні на фундаменті, що залишився від зруйнованої плебанії, було побудовано будинок, у якому спочатку знаходилася ветеринарна лікарня, а потім сільмаг. Громада після війни винаймала приватні помешкання для пароха, так о. Ю. Сенишин мешкав на колишній вулиці Бойковій, яку місцеві прозвали Ксьондзовою, усі його наступники мешкали на колишній вулиці Плебанській, але не у старій плебанії, яка була передана громаді лише у 1993 році.
19 червня 2000 році у Білому Камені відбулося урочисте святкування 100-літнього ювілею Троїцької церкви.

#### Синагога (не збереглася)
Синагога, збудована ще у XVII столітті, знаходилася над річкою, ближче до лівого краю будівлі білокамінської школи. Позаду синагоги знаходилася ділянка для поховання померлих представників єврейської громади Білого Каменя. Під час другої світової війни синагога була спалена, а єврейський цвинтар був знищений вже у радянські часи. Саме від того, що на тому знаходився єврейський цвинтар і походить назва одного з урочищ Білого Каменя — Окописько.

#### Капличка на Шну́рах

Капличка на Шнурах

За селом, на Шнурах, з лівого боку при шляху на цвинтар, містилася місцева торговиця із загоном для худоби. Саме торговці худобою, із вдячності за свою працю, збудували тут капличку, освячену в ім'я Пресвятої Діви Марії. Капличка витримала найгірші воєнні та атеїстичні часи, і лише у часи перебудови, коли у СРСР на державному рівні готувалися до величних святкувань, присвячених 1000-літтю Хрещення Русі, у Білому Камені було вчинено акт вандалізму — зруйновано придорожню каплицю. Проте незабаром особи, які зруйнували каплицю, усвідомивши свою провину, наново відбудували її на старому місці.

### Цвинтарі

#### Старий цвинтар на Шну́рах

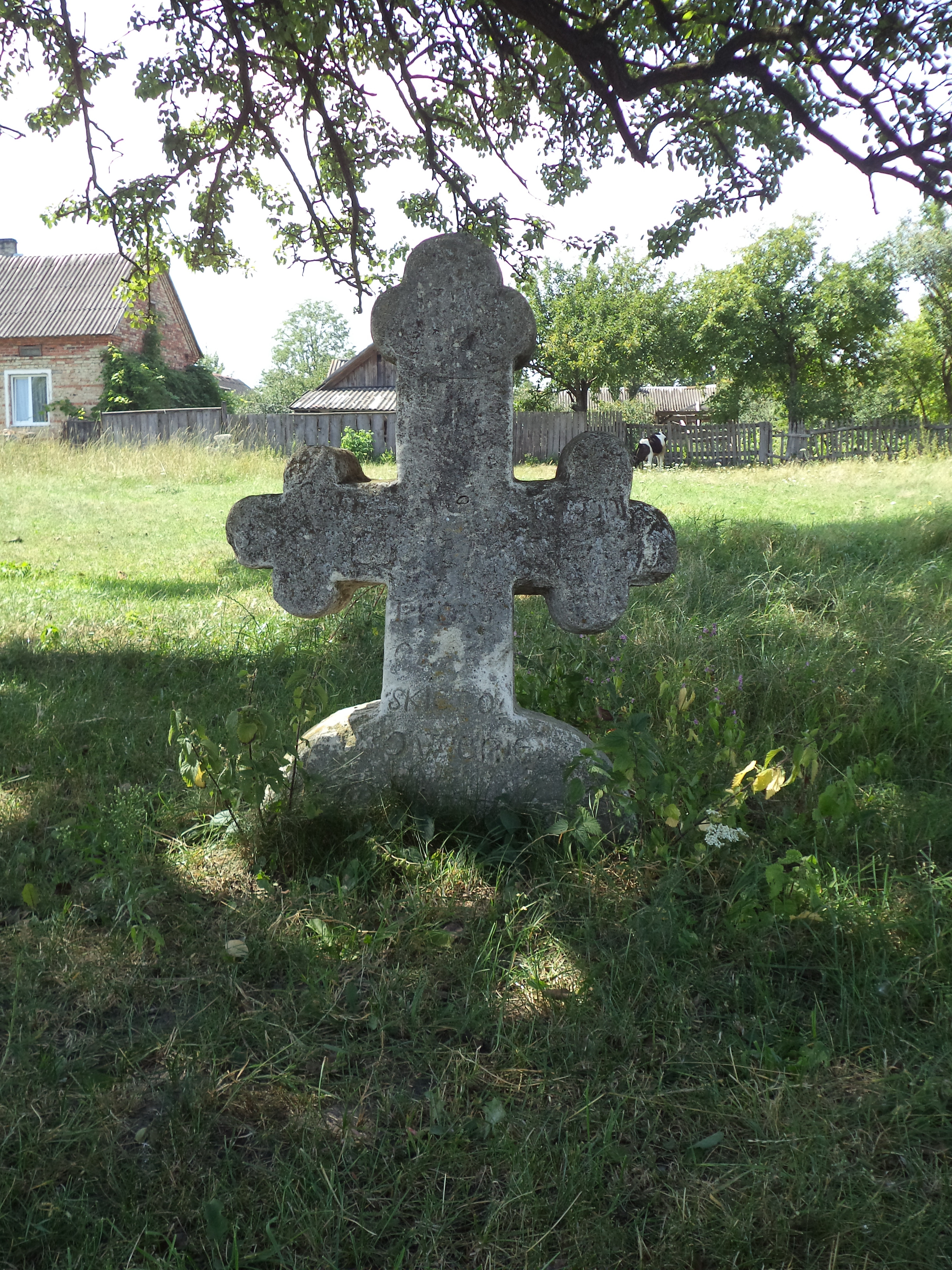
Кам'яний хрест на старому цвинтарі

Закинутий польсько-український цвинтар, який використовували до 1960-х років. Дотепер збереглися декілька старовинних поховань, датованих 1830—1850 роками. Надмогильні пам'ятники (кам'яні хрести) у край поганому стані. Декілька пізніших поховань були перенесені у 1980-х роках на основний цвинтар, що розташований за кількасот метрів, а сам колишній цвинтар перетворили на пасовисько. У другій половині 1990-х років на цвинтарі планували спорудити пам'ятник «Борцям за волю України». Встановили пам'ятний камінь, який обнесли невисоким парканом.

#### Єврейський цвинтар (не зберігся)
Крім, кіркуту на Окопиську, у Білому Камені існував ще один єврейський цвинтар, яким опікувалася місцева єврейська громада, а знаходився він навпроти нині діючого місцевого православного цвинтаря. Він був остаточно знищений по закінченню другої світової війни. Надгробки частково використали на мощення доріг, а частково залишили на полі поховань. Пізніше вся ділянка з похованнями була розорана і понад 40 років була колгоспним полем. На цій ділянці нічого крім трави не росло, оскільки земля була фактично «забита» камінням з потрощених надмогильних пам'ятників.
Вже за часів незалежної України до Білого Каменя завітала офіційна делегація з Ізраїлю, серед яких були й нащадки білокамінських євреїв, які були там поховані. Між представниками делегації та сільською радою була досягнута домовленість про те, що цій ділянці знов повернути її колишній статус та створити на тому місці меморіал.

### Меморіали, пам'ятники
- Пам'ятник загиблим у Другій світовій війні, відкритий 8 травня 1983 року як пам'ятник «воїнам-переможцям у Великій Вітчизняній війні» на майдані перед костелом. Автори монументу — скульптор Лука Біганич, архітектор І. Олійник.
- Меморіальна таблиця лікарю, досліднику, меценату Володимирові Свідерському урочисто відкрита 25 серпня 1996 року на фасаді Білокамінської лікарні. Автор — скульптор Андрій Возницький.

## Інфраструктура

### Освіта
У селі працює одна школа — Білокамінський навчально-виховний комплекс «загальноосвітній навчальний заклад I—III ступенів — дошкільний навчальний заклад» на 600 учнівських місць. Також відкрито дошкільний підрозділ навчально-виховного комплексу, який відвідує 22 дитини. Всі культурні заходи проходять в сільському Будинку культури.
Шкільництво: історія та сучасність
Перша державна початкова школа у Білому Камені була заснована у 1794 році. Спершу вона була двокласною.
З 1805 року початкові школи переходять у підпорядкування латинського єпархіального управління, а шкільним інспектором по Золочівському деканату став білокам'янецький ксьондз Сигізмунд Одельгєвич.
У 1845 році школа стає трикласною. Наступних майже тридцять років місцевим вчителем був Гржегорж Шабловський (1820—1873). Він був дуже шанованою людиною в селі. На старому (польському) сільському цвинтарі збереглася його могила. Опікуном школи вважався власник дібр білокам'янецьких Йосиф Маліш (до 1870 року), а по смерті Маліша — його зять Йосиф Панталеон Шнайдер. На той час, коли школа була трикласною, вона фінансувалася з державної скарбниці й отримувала дотації у сумі 111 золотих ринських, 1536 кг збіжжя, 36 м³ дров. Шкільному вчителю було виділено окреме помешкання. Біля школи був висаджений сад з дванадцятьох саджанців.
У 1861 році в школі навчалося 53 учні, у 1864 році — 65 учнів (42 хлопці та 23 дівчини), у 1867 році — 78 учнів (44 хлопці та 34 дівчини). Кількість учнів постійно зростала. У 1880-х роках лише дітей української національності нараховувалося близько 200.
У 1880—1890-х роках директором школи був Владислав Віноґродський, який у 1895 році переїхав до Бродів. У зв'язку із збільшенням кількості учнів, збільшився й учительський штат. Молодших учнів навчав Леон Лонсе, а старших — Катерина Дяків. У 1892—1894 роках молодших учнів навчала Альбіна Векс, а старших — Олександр Фірак та Броніслава Алексувна. У 1895—1896 роках вчителювали Єронім Пшепеліньський, Владислав Котульський та Цецилія Кропівніцька. Також у цей час школа стає трикласною, тобто окрім директора, там працювало двоє вчителів.
У 1896 році директором школи стає Антоній Чеховський. Разом з новим директором до школи прибули й нові вчителі — Марія Демелувна, Конрад Фіятовський. При Чеховському, у Білому Камені, будується нова двоповерхова будівля школи, неподалік від старої одноповерхової школи.
У 1901 році Антоній Чеховський відкриває нову просторішу школу. Знов пройшла ротація учительського складу, тобто одні деякі вчителі переїхали на нове місце праці, а їхні місця зайняли Ян Соколінський, Тадеуш Ігнатович, Цецілія Кропивницька.
У 1904 році школа стає чотирикласною, і у ній працює вже четверо вчителів. Через п'ять років після відкриття школи, там змінився учительський штат. Після чергової ротації, у школі починають працювати Броніслава Беднаржувна, Марія Моссочі, Казимир Федорський, а від 1908 року — Клементина Ольшаньська. Цей учительський склад не змінювався аж до середини 1930-х років.
У 1905—1906 навчальному році дітей з українських родин навчалося 222 особи. Пізніше вчителювали ще Казимира Яворовська, Яніна Мельхертувна, Стефан Качала, Броніслава Шихульська, Марія Чеховська і знов ж таки усі були польської національності. Руської мови та граматики навчав А. Мацюк.
У 1911—1912 навчальному році в школі навчалося 160 дітей з українських родин. У 1913—1914 навчальному році в школі працювало вісім вчителів та навчалося 492 учні, з них українців — 192, поляків — 80, євреїв — 220. Після першої світової війни кількість учнів різко зменшилася. У «Шематизмі школ людових» від 1924 року, школа згадується як шестикласна і у ній навчалося 169 учнів, з них українців — 98, поляків — 45, євреїв — 26.
Ось, як подається опис білокам'янецької школи в одному зі статистичних довідників тогочасної Польщі (станом на 1926—1927 навчальний рік): «Школа має шість класних кімнат загальною площею 288 м² та одну кімнату, не призначену для проведення занять. Є одне державне вчительське помешкання, яке складається з чотирьох кімнат та кухні. Для власного користування школа має 0,3 га землі, натомість вчителі землі не мають. У штаті вісім вчителів та двоє — позаштатні. Начитка (лекції) щотижнево 233 години. Дітей, записаних до школи — 268, з них 264 доїжджає до місця навчання на відстань менше 1 км, а четверо — на відстань 2-3 км. Мова викладання — польська».
У 1926—1927 навчальному році у школі навчалося 113 дітей з українських родин. Відтоді школа стає семикласною. У 1929 році директор школи А. Чеховський, який керував місцевою школою 33 роки, йде на пенсію і невдовзі помирає від інсульту.
Протягом 1929—1933 років директором школи був Юзеф Шуберляк. За його директорства до школи прийшли нові вчителі: Ганнувна (Рудикова), Салик, Крочак, Оберц. У 1931—1932 навчальному році у школі навчалося 237 учнів, з них: 117 — українці, 69 — поляки, 51 — євреї, а у наступному навчальному році у школі навчалося вже 240 учнів, з них: 121 — українці, 67 — поляки, 52 — євреї.
У 1933—1934 роках обов'язки директора школи виконувала Емілія Рудикова.
Навчання у білокам'янецькій школі велося, як і раніше польською мовою, хоча у школах сусідніх сіл: Бужок, Підлисся, Белзець, Жуличі, Ожидів, Почапи, Вільшаниця, Княже, Городилів, Ясенівці, Підгірці, Скварява, де переважало українське населення, викладали українською мовою. Хоча чисельність українського населення значно переважало польське, але вплив польської громади села був ще надто відчутним.
Ще більшим той вплив став, коли у 1934 році директором школи став завзятий польський шовініст Ян Фіяля, який вороже ставився до всього українського. Разом з новим директором до школи прийшли й нові вчителі: Граб, Подставувна, Бум та дружина директора А. Фіяля.
Тоді навчальний рік тривав 9 місяців (з 1 вересня по 20 червня). Зимові канікули тривали один місяць, починаючи від католицького Різдва і тривали усі православні та католицькі Різдвяно-Йорданські свята. Рік поділявся на два півріччя, за результатами кожного півріччя видавалося шкільне свідоцтво, завірене підписами класного керівника, директора школи та гербовою печаткою школи. У свідоцтві вказувалися, не лише ім'я, прізвище, дата і місце народження, але й віросповідання учня. Далі йшов перелік предметів, які викладалися у школі, згідно якого виставлялися оцінки за чотирибальною шкалою оцінювання: «дуже добре», «добре», «задовільно», «незадовільно». На першому місці у переліку стояла наука релігії, яку викладало двічі на тиждень місцеве духовенство, а саме: для українських дітей — греко-католицький священик, для польських — римо-католицький священик та для єврейських — місцевий рабин. Напротязі всього семикласного навчання викладалися також польська та руська (українська) мови, арифметика, геометрія, природознавство, географія, Польське право, малювання, ручна праця, спів, фізичні вправи. Окремо для дівчат викладали жіночу працю. В старших класах викладалася іноземна (німецька) мова та історія Польщі. Оцінювалася також й поведінка учнів, оскільки чи не найбільша увага приділялася вихованню дітей. Оцінювання велося також за чотирьохбальною шкалою оцінювання: «дуже добра», «добра», «відповідна», «невідповідна». Також вказувалася кількість пропущених днів. Вся документація велася польською мовою.
При школі декілька років діяв організований Я. Фіяльою «Народний університет». Приїжджали професори зі Львівського університету та читали свої лекції для простого люду.
У 1935—1936 навчальному році у школі налічувалося 142 учні, але відвідувало школу значно менше дітей, оскільки причинами пропусків були хвороби, брак теплого одягу та взуття, зайнятість у домашньому господарстві.
Серед викладачів велику повагу мали вчитель математики (арифметика з геометрією) Казимир Федорський (вчителював у школі 32 роки), вчителі іноземної мови — Чнадель та Габер та єдиний вчитель-русин — Еміліян Салик, який навчав дітей руської мови та літератури.
Вчителі, на рівні з війтом, священиками та лікарями, були поважними та шанованими людьми у Білому Камені, отримували велику платню, але жили переважно бідно, оскільки не мали власної землі та купували у місцевому магазині всі продукти харчування. Серед багатших виділялися Михаїл Федорський та Ян Фіяля. Федорський був середнім землевласником (мав 28,8 га поля), а Фіяля мав єдиний на все село мотоцикл з коляскою, а перед самим початком Другої світової війни, першим у Білому Камені, придбав легковий автомобіль.
В першій декаді вересня 1939 року через Білий Камінь, з Варшави до Румунії, тікав польський уряд. Автомобільна колона зупинилася в селі та міністри польського уряду відвідали службу Божу у місцевому костелі Успіння Діви Марії. Знаючи про реальний стан речей, Фіялі не залишилося ніяких варіантів, щодо збереження власного життя. Його рішенням було приєднатися до цієї колони і вирушити з ними за кордон. Його подальша доля невідома. Його дружина залишилася у Білому Камені і незабаром «визволителі» вивезли її до Сибіру. Такаж сама доля спіткала й родину Оберца — дружина (до шлюбу Подставувна) з дитиною і матір'ю, а голову родини було засуджено «трійкою» 26 червня 1941 року у львівській в'язниці на вул. Лонцького до розстрілу. 30 липня 1994 року разом з іншими жертвами НКВС, перепохований на Личаківському цвинтарі у Львові.
Восени 1939 року усі вчителі польського походження повернулися до Польщі. Представники радянської влади, які «замінили» польських, спочатку лояльно ставилися до місцевої української інтелігенції, а дехто навіть посів високі посади при них. Директором школи стає Лев Федорук, а основною мовою викладання у школі стає українська, але вже у 1940 році Олеським райвиконкомом роботу директора було визнано незадовільною (надмірна українськість та низьке відвідування учнями школи (94,5 %)) та його було звільнено із займаної посади.
На його місце було призначено вчителя хімії Канцєдала, вихідця зі Східної України, який добре володів, як російською, так і українською мовами. Він вперше організував восьмикласне навчання у школі і вже у червні 1941 року відбувся перший випуск восьмого класу.
Під час німецької окупації на посаді директора школи поновлено Лева Федорука. Школа залишилася семикласною та працює у ній 11 вчителів.
У 1944 році Федорука усунено з керівної посади та ув'язнено у львівській в'язниці «На Лонцького», через деякий час випущено. Певний час воював у складі дивізії «Галичина», попав у полон, відбув покарання у Сибіру, потім виїхав до Канади, де й помер.
Після війни директорами школи були Михайло Гук та Іван Медушівський. Навчання у школі було двохзмінним. У другій зміні вчилися старші учні, яким війна не дала можливості довчитися. Катастрофічно не вистачало педагогічних працівників, тому вчителями молодших класів працювали найкращі випускники школи.
1 вересня 1948 року школу реорганізовали у середню. Середня освіта (навчання у старших класах) була платною — 150 карбованців на рік. Суму можна було сплачувати частинами, а у випадку несплати суми учня виключали зі школи. Ще однією причиною для виключення зі школи було невідвідування навчального закладу у релігійні свята.
Учнів середнього шкільного віку примушували ставати членами піонерської організації, а учнів старших класів — комсомольської організації. В школі була створена піонерська кімната. Справами піонерів та комсомольців займалися старші вожаті. Вчителі школи крім виконання своїх прямих обов'язків — навчання школярів, ще й займалися громадською роботою, наприклад, робота з ліквідації неписемності та малописемності серед мешканців Білого Каменя (у 1951 році в селі таких було 13 осіб).
У 1949—1950 роках директором школи був Григорій Асмолов, а у 1950 році його на цій посаді змінив Михайло Гейко. Тоді у школі працювало 13 вчителів. У 1951 році в школі відбувся випуск перших двадцяти десятикласників із середньою освітою. У 1954 році директором школи було призначено П. Бартіша, а його заступником з навчально-виховної роботи — А. Головіна. Згодом Бартіша на посаді директора змінив Антон Кухта, який керував школою до 1958 році. Потім отримав скерування та виїхав до Львова, де за декілька років обійняв посаду заступника директора Львівського обласного інституту удосконалення кваліфікації вчителів.
У 1958—1959 роках школою керував Сократ Озарків, завучем був Варфоломій Бунда, котрий у 1959 році змінив Озарківа на цій посаді і керував школою до 1963 року. При Бунді завучем стала Марія Біла, котра займала цю посаду до 1979 року. У 1959—1966 роках школа була восьмирічною, оскільки кількість старшокласників була малою. У 1962—1963 роках у школі навчалося 254 учні, а педагогічний колектив налічував 18 вчителів. До вечірньої школи сільської молоді ходило 50 учнів.
У 1963 році директором школи призначено Теодозія Олексіва. В цей час школа була розміщена в чотирьох приміщеннях, мала інтернат, у якому працював вихователь, дві господарські будівлі, пришкільну навчально-дослідну ділянку, двоє коней, віз, сани.
У 1976—1979 роках ПМК-183 тресту «Львівсільбуд» зводила нову школу в Білому Камені. Тоді до школи прийшли нові вчителі, а всього, станом на 1978 рік, у старій школі працювало 28 педагогів, котрі навчали 376 учнів. На той час вже були закриті початкові школи у Підлиссю та Розважі, тому молодші школярі стали доїжджати до Білого Каменя. Незабаром для цих потреб було виділено новий автобус ЛАЗ.
1973 року до школи прийшов працювати Іван Іванович Бондаренко, який вразив усіх нетрадиційним підходом до організації навчально-виховного процесу. Діти на його уроках почували себе розкуто, вільно виказували свої думки, а він з батьківською любов'ю у поєднанні з вимогливістю ставився до кожного з них, як до особистості. Розмаїтим є його духовний світ: крім педагогіки і літератури, що стали його професією на все життя, він захоплювався художньою фотографією, кіносправою, спортом, написанням віршів, краєзнавством, туризмом, подорожами, гончарством. Вперше, у школі, організував ляльковий театр. Він є справжнім вчителем за покликанням. За усі новації введені ним у навчально-виховний процес, пізніше були відзначені на високому рівні. Йому було присвоєно високе звання Заслуженого вчителя України. Нині І. І. Бондаренко працює викладачем зарубіжної літератури і мистецтва Золочівського економічного ліцею.
1 вересня 1979 року відкрили нову школу. Приміщення цієї школи значно переважало стару школу, у ньому було 20 кабінетів, просторі коридори, спортивний і актовий зали, басейн, телецентр, їдальня з двома залами, бібліотека з фондом 15 тисяч книг, учительська і піонерська кімнати, стоматологічний кабінет, тир, гардероби, паркетні підлоги, автомати з газованою водою, два телевізори і кінокамера в кожному кабінеті, три окремих сходових клітини (осібно для учнів, вчителів, техпрацівників). Найбільш показовими були кабінети біології, хімії, програмового навчання, два лінгафонні. За красою, матеріально — технічною базою і оснащеністю Білокамінська школа була третьою в Союзі після однієї з московських і ще однієї в Прибалтиці. Для парового опалення школи на 624 місць була збудована котельня. А біля школи поставили військового літака. Вартість будинку разом з новим обладнанням перевищила мільйон карбованців. Названо школу іменем Маршала Радянського Союзу І. С. Конєва, який командував військами, що визволяли село від німецької окупації, причому напис з найменуванням було зроблено російською.
У навчальному закладі працювали 35 вчителів. В нову школу прийшли й нові діти: було закрито останню початкову школу — на Бужку. У 1984 році було збудовано ще один шкільний корпус, з'єднаний з першим галереєю. В ньому розташувалися навчально — ігрові і спальні кімнати для шестирічок, кабінет інформатики, кабінети й майстерні трудового навчання, кімната профорієнтації, музейна кімната Леніна (нині — історико-краєзнавчий музей). Тоді ж було збудовано спортивний майданчик. Тривалий час діяли вечірня школа та музична студія.
У 1991 році, за рішенням виконкому Львівської обласної ради, Білокамінську школу було перейменовано та присвоєно ім'я видатного земляка — ім'я М. С. Шашкевича.
У 1990 році Т. Олексів покинув директорську посаду, котру після нього посідали О. Березяк (1990—1995) та В. Козич (1995—1999). З 1999 року директором школи є Конашевич Віра Леонтіївна, посаду завуча займає Максимович Ольга Михайлівна. Сьогодні у школі працює 35 вчителів, з яких 20 — колишні випускники школи. Нині у сімнадцяти класах навчається 340 учнів. Школа має свою пісню (гімн) та прапор, на якому вишитий портрет М. С. Шашкевича та девіз: «Разом к світлу, други жваві!»
У 2006 році школа стала лауреатом Всеукраїнського конкурсу «Сто кращих шкіл України — 2006» у номінації «Школа — соціокультурний центр села», у червні цього ж року нагороджена грамотою Головного управління освіти Львівської облдержадміністрації, Львівським обласним управлінням юстиції за кращу організацію правоосвітньої та правовиховної роботи в загальноосвітньому навчальному закладі, у січні 2007 року — переможець першого туру Всеукраїнського огляду-конкурсу на кращий стан фізичного виховання в навчальних закладах району серед сільських шкіл.
Два роки поспіль серед сільських шкіл району школа займала перше місце за підсумками предметних районних олімпіад.
На початку XX століття в селі діяла єврейська школа німецько–австрійської Фундації Моріса де Гірша з польською мовою навчання, у якій учителювали Ісаак Ратнер та Якоб Роттер.

### Транспорт
У другій половині 1970-х років, для покращення дорожньої інфраструктури, між Білим Каменем та київською і тернопільською трасами збудовано сучасні автомобільні дороги, а в центрі села збудовано нову автобусну зупинку. Селом почали курсувати автобусні маршрути «Золочів — Олесько», «Золочів — Розваж», «Золочів — Львів» та «Золочів — Білий Камінь». Тепер через Білий Камінь курсують лише два автобусних маршрути: «Золочів-Олесько» та «Золочів-Гавареччина», які відправлялися від автостанції «Золочів-1» (вул. Бандери), при чому останній іноді не доїжджає до Гавареччини (брак пасажирів), а має свою кінцеву зупинку на автобусній зупинці у Білому Камені.

### Торгівля
Починаючи з 1990-х років на території села швидкими темпами почав розвиватися бізнес. Сьогодні більшість мешканців Білого Каменя займаються підприємницькою діяльністю в селі та поза його межами.
Найбільшими підприємницькими структурами у Білому Камені є ТзОВ «Керамік», ТзОВ «Українка»; сільськогосподарські підприємства — Асоціація кооперативів колгоспу «Надбужжя», ТзОВ «Надбужжя», ТзОВ «Конвалія», Селянське (фермерське) господарство «Андрій», СП «Руно», Підприємство «Білий Камінь» Сасівського СТ, ТзОВ "Фірма «Еней», ТзОВ "Компанія «Агротехсервіс-система», Білокамінська державна сортодослідна станція, Золочівська філія ПП «Лендком Юкрейн», СМП «Фортуна», ПП «Білокамінний»; підприємства або особи, що надають готельні послуги — ПП "Блейн девелопмент «Юкрейн». В селі також діє Міжнародний благодійний фонд ім. Володимира Свідерського.

## Відомі люди
- Міхал Корибут Вишневецький — король Речі Посполитої і Великий князь Литовський.
- Вільгельм Влодарчик — польський римо-католицький священик, громадський діяч. Парох Білого Каменя, Ушні (1927—1950).
- Юстин Гаврисевич — український греко-католицький священик, парох села Жуличі (1892—1907). Народився у Білому Камені 24 травня 1863 року.
- Осип Головацький — громадський діяч, голова осередку «Просвіти» у Білому Камені до 1939 року.
- Урі Цві Ґрінберґ — єврейський письменник.
- Лариса Дедюх — українська бандуристка, солістка Кримської філармонії. Доцент НМАУ імені Петра Чайковського, Заслужена артистка України.
- Тереза Кароліна Жевуська — польсько-українська аристократка, донька Вацлава Петра Жевуського, дружина Кароля Станіслава Радзивілла «Пане Коханку». Шлюб тривав з 8 квітня 1764 року до 21 листопада 1789 року. Аліментів Тереза Кароліна не отримала: через рік її колишній чоловік помер, увесь його спадок перейшов племіннику Домініку Ієроніму Радзивіллу. Потім одружилася з Феліксом Хобжинським[64]. За свідченням Розалії Жевуської, останні роки прожила на самоті у Білому Камені, тут і померла[65].
- Богдан Кіндзельський — український архітектор, реставратор.
- Осип Конашевич — вістун 3-ї сотні Українських Січових стрільців. Народився у Білому Камені (тоді Золочівський повіт).
- Данило Корилкевич — український політичний діяч, голова Рівненської обласної ради (1998—2002), голова Дубенської районної державної адміністрації Рівненської області (2011—2013). Почесний академік Української академії економічної кібернетики (1999). Депутат Рівненської обласної ради II, IV, VI скликань.
- Іван Руткович — український живописець, іконописець XVII століття — доби українського бароко.
- Володимир Свідерський — відомий лікар, дослідник, меценат, січовий стрілець.
- Галина Чорна — українська політична та публічна діячка, журналістка. Народна депутатка України 7-го скликання.
- Микола Юркевич — хорунжий 3-ї сотні Українських Січових стрільців, народився у 1891 році в Білому Камені (Золочівський повіт).
- Осип Юркевич — отаман Українських Січових стрільців, основоположник Стрілецької громади та УНО, народився у 1894 році в Білому Камені (Золочівський повіт), помер в еміграції у канадському Едмонтоні 15 грудня 1971 року[66].

## Галерея

На центральній площі села
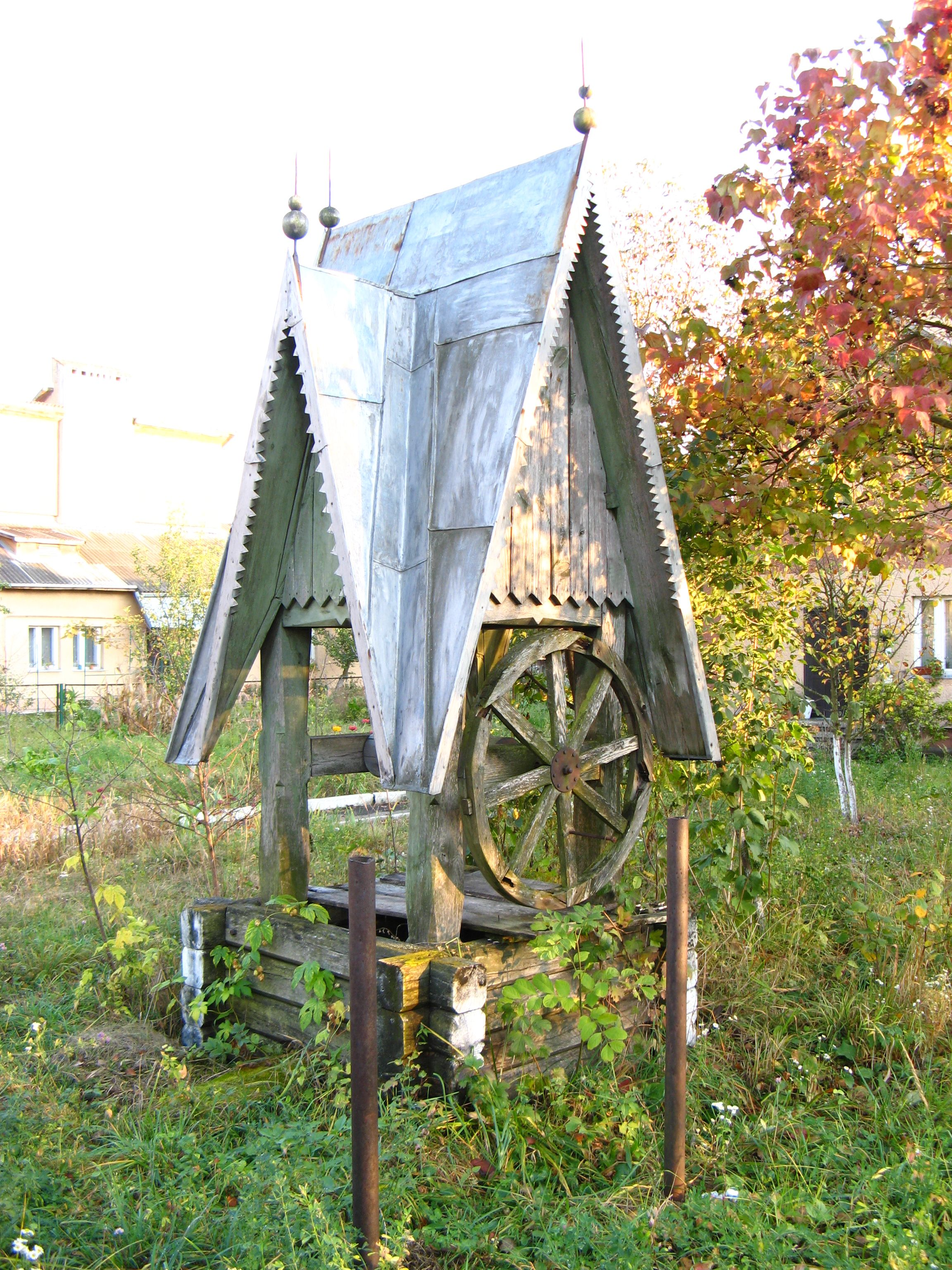
Декоративна криниця
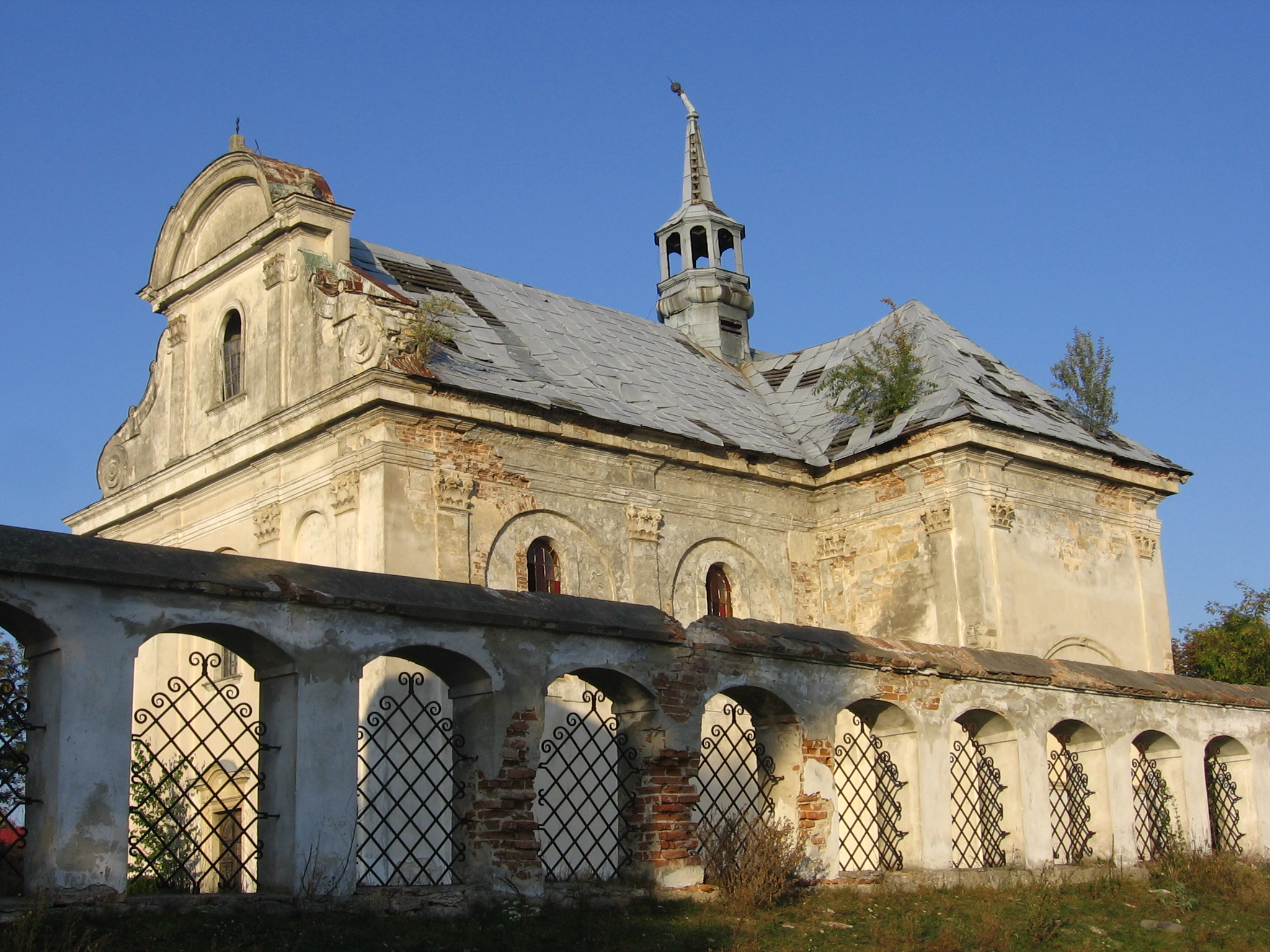
Костел Успіння Пресвятої Богородиці (1613)
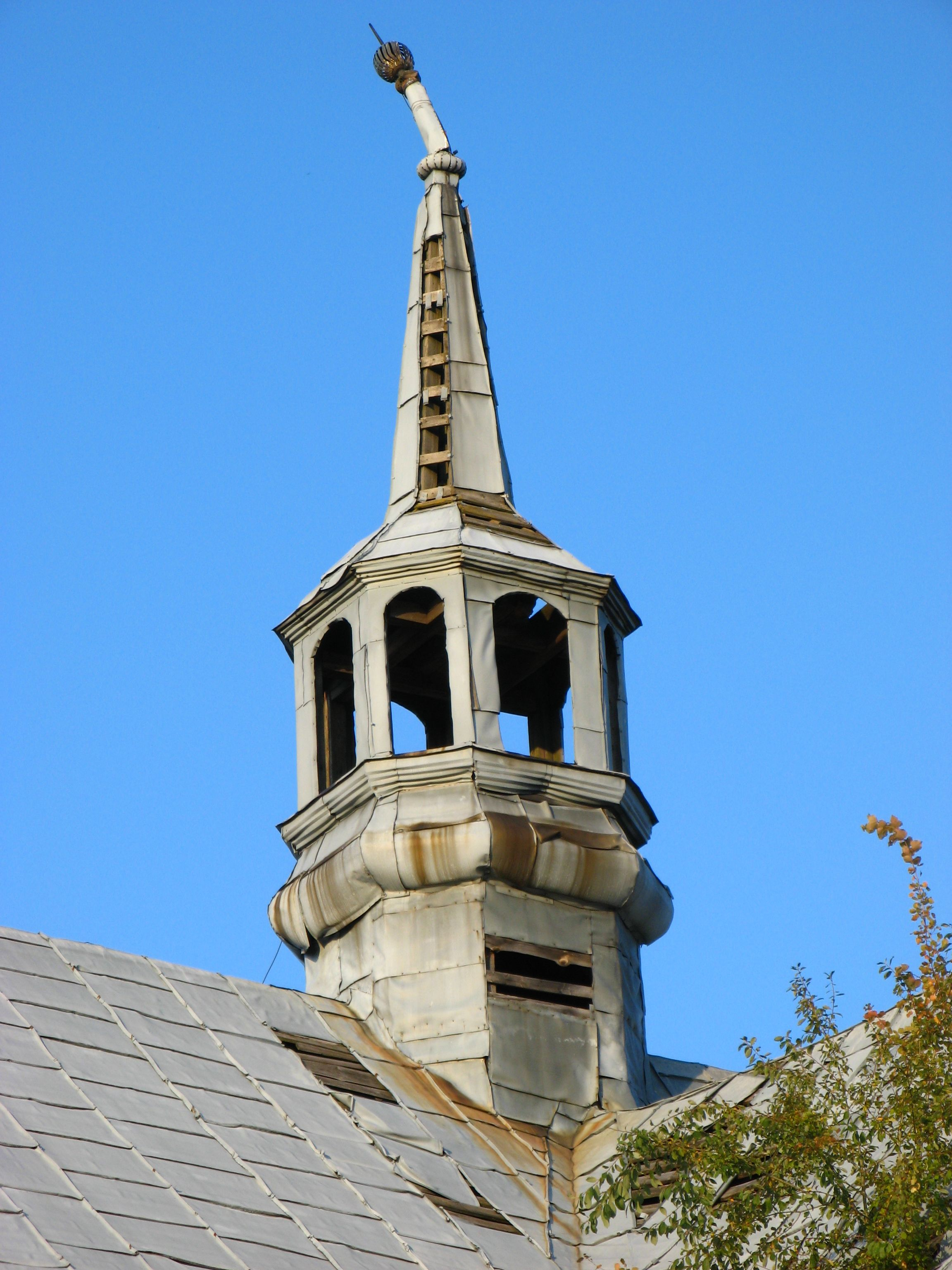
Сиґнатурка на костелі Успіння Пресвятої Богородиці
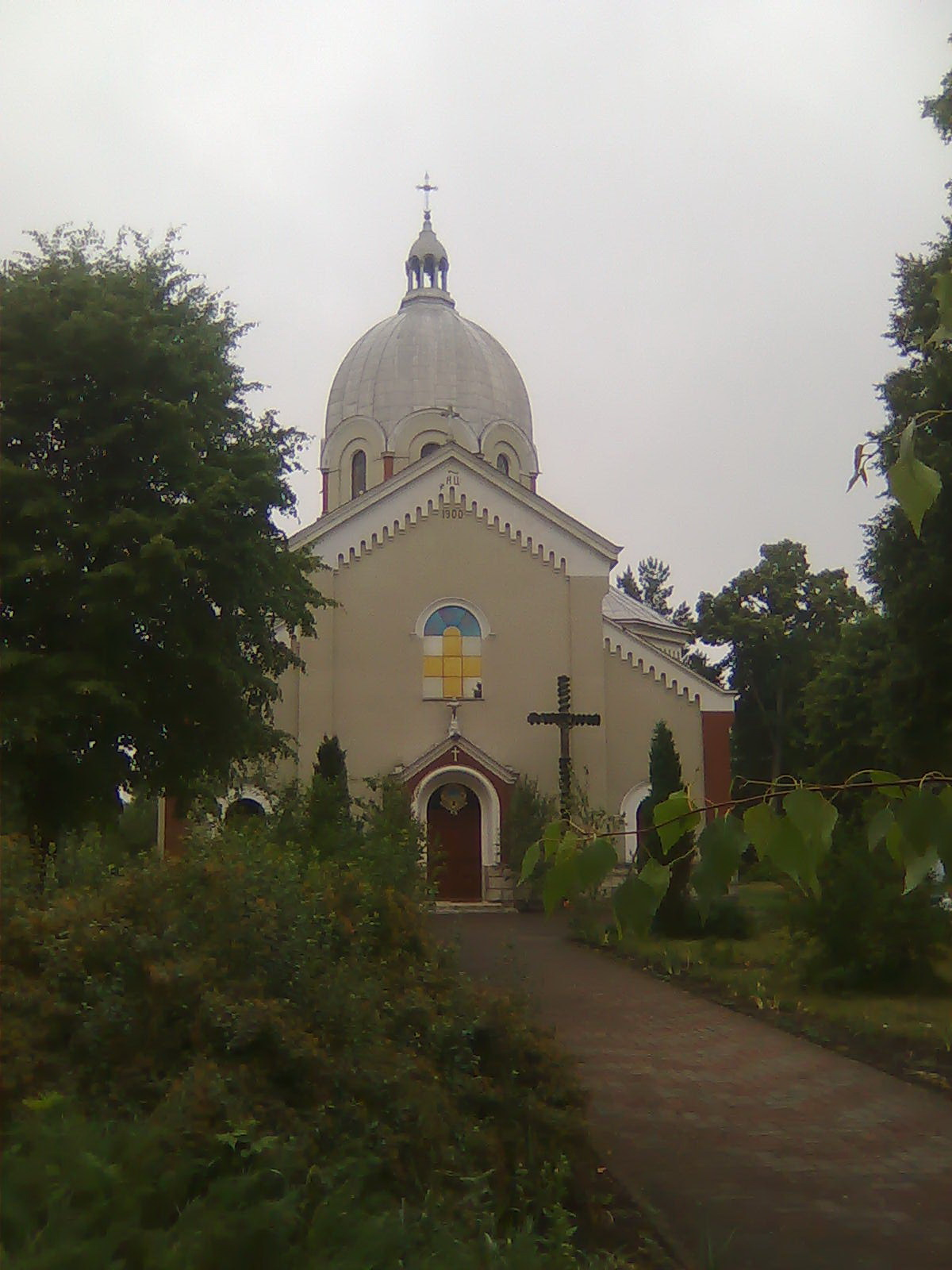
Церква Святої Трійці (1900)